# Бельгия
Бе́льгия (нидерл. België, МФА: [ˈbɛlɣijə]; фр. Belgique, МФА: [bɛlˈʒik], нем. Belgien, МФА: [ˈbɛlɡi̯ən]), полная официальная форма — Короле́вство Бе́льгия, или Короле́вство Бе́льгии (нидерл. Koninkrijk België, фр. Royaume de Belgique, нем. Königreich Belgien) — государство, находящееся на северо-западе Европы. Площадь — 30 528 км², численность населения — 11 584 008 (2022). Столица — Брюссель.
Граничит на севере с Нидерландами, на востоке — с Германией, на юго-востоке — с Люксембургом, и с Францией — на юге и западе. Имеет морскую границу с Великобританией. Омывается Северным морем на северо-западе.
Форма правления — конституционная парламентская монархия, форма административно-территориального устройства — федерация.
Официальные языки: нидерландский, французский и немецкий. Денежная единица — евро.
Бельгия — многонациональное государство с широким этнокультурным, религиозным, расовым и национальным многообразием.
Бельгия — член ООН (1945), МВФ (1945), МБРР (1945), Совета Европы (1949), НАТО (1949), ЕЭС (1958; с 1993 — ЕС), ОЭСР (1961), СБСЕ (1975; с 1995 — ОБСЕ), ВТО (1995), Шенгенской зоны (1995), еврозоны (1999) и Бенилюкса.

## Этимология
Название страны происходит от этнонима кельтского племени — белги, которое дало название римской провинции Белгика (лат. Gallia Belgica), образованной в 16 году до н. э.
В Средние века современная Бельгия являлась частью области, известной как Исторические Нидерланды (нидерл. Nederlanden — «Нижние земли») — региона, несколько более крупного, чем современный Бенилюкс, в который также входили части Северной Франции и Западной Германии. В средневековой латыни слово «Бельгия» служило названием для всего нидерландского региона, то есть по сути являлось романоязычным синонимом германоязычного слова «Нидерланды».

## Географические данные

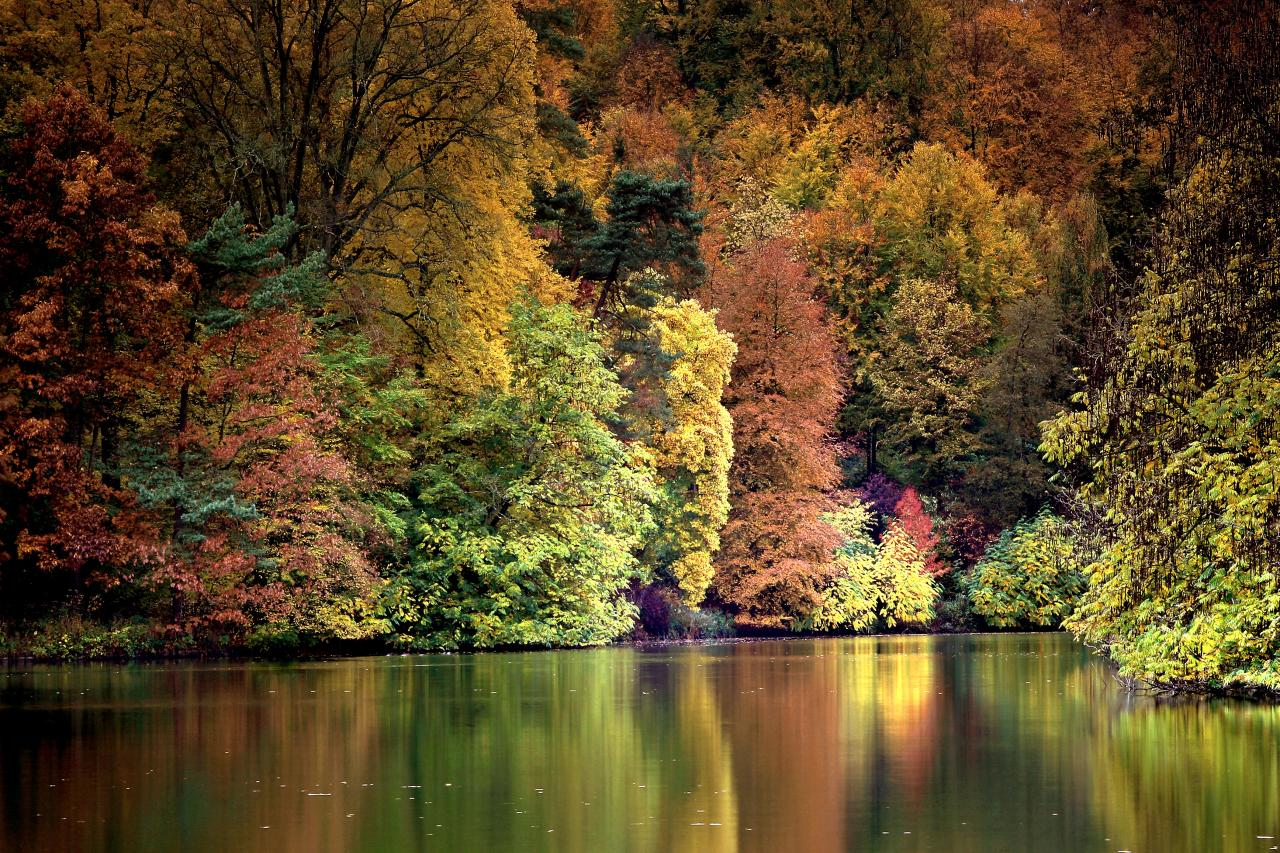
Лиственный лес и озеро в Бельгии осенью

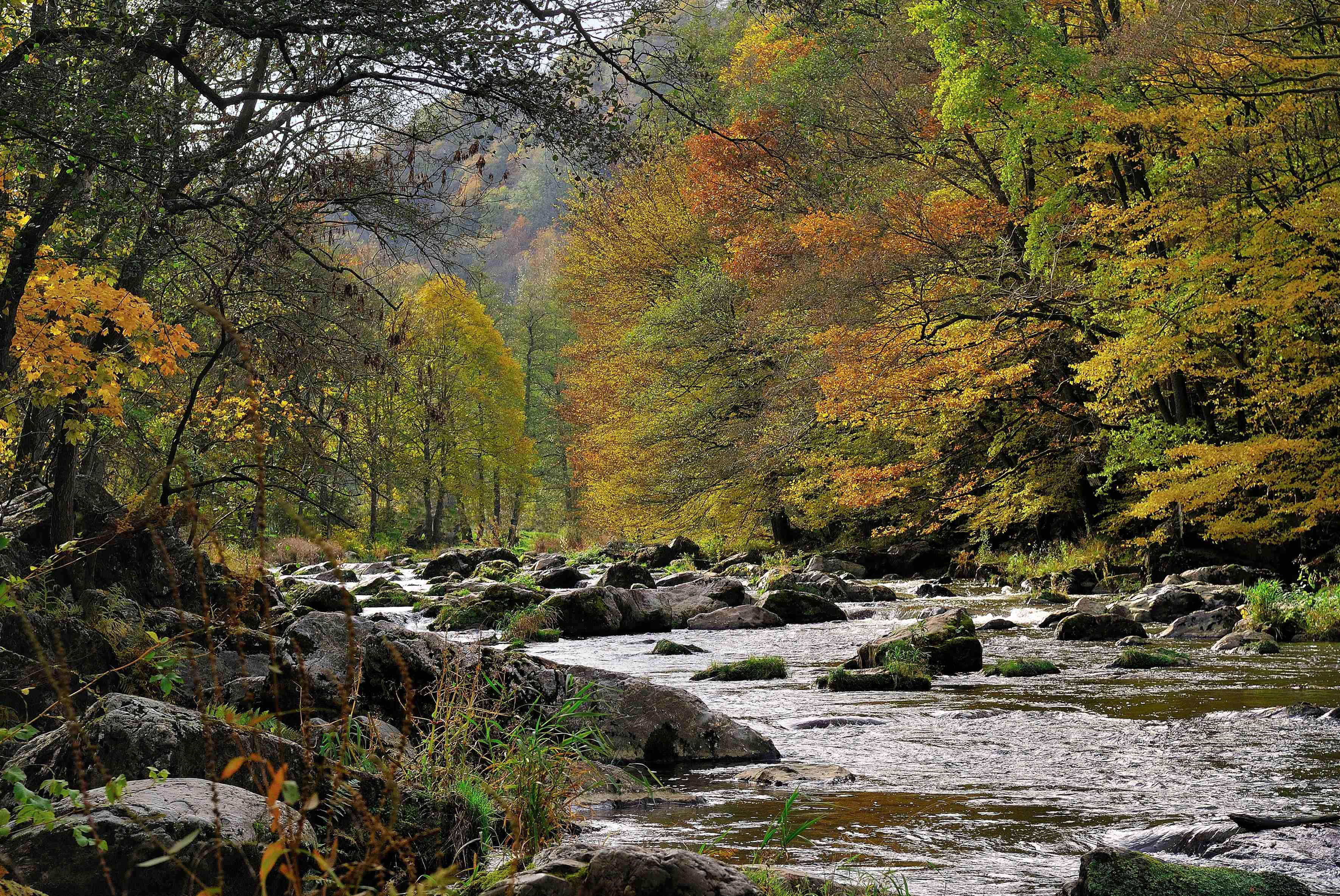
Река в Бельгии

Физическая карта Бельгии

Территория Бельгии делится на три географических района: прибрежная равнина (низкая Бельгия, до 100 м над уровнем моря) на северо-западе, центральное плато (средняя Бельгия, 100—200 метров над уровнем моря) и Арденнская возвышенность на юго-востоке (высокая Бельгия, 200—500 метров над уровнем моря).
Низкая Бельгия — это в основном песчаные дюны и польдеры. Польдерами называют низменные участки земли (не обязательно ниже уровня моря), находящиеся под угрозой затопления и защищённые от наводнений дамбами или, дальше от моря, полями с осушительными каналами. Польдеры отличаются плодородностью почв. Между западными польдерами, Лисом и Шельдой лежит Фламандская низменность, местами всхолмлённый район с песчаным грунтом. За Фламандской низменностью расположена географическая область Кемпен. Кемпенский ландшафт в основном состоит из хвойных лесов, лугов и кукурузных полей.
Средняя Бельгия — район между Кемпеном и долинами Самбры и Мааса. Это область глиняных равнин, постепенно повышающихся при движении в сторону Самбры и Мааса. Здесь расположены самые плодородные почвы Бельгии. В связи с развитой урбанизацией данного района естественные ландшафты редки, однако к югу от Брюсселя до сих пор сохранился буковый лес площадью в пять тысяч гектаров (нидерл. Zoniënwoud, фр. Forêt de Soignes). К средней Бельгии относится территория провинции Эно и географической области нидерл. Haspengouw, фр. La Hesbaye (юг провинции Лимбург и север провинции Льеж). Эти плодородные земли в основном заняты пашнями и лугами, между которыми лежат большие сельские усадьбы (хутора).
Высокая Бельгия отличается прежде всего низкой плотностью населения и обилием лесов. Из-за гористого рельефа сельское хозяйство здесь не развито, зато этот регион привлекает многочисленных туристов. Высокая Бельгия начинается к югу от долин рек Самбра и Маас. Сразу за долинами этих рек начинается географическая область Кондроз (фр. Condroz) — низкие холмы высотой в 200—300 метров. К этой области относятся части провинций Эно, Льеж и Намюр. Далее расположены Арденны — высокие холмы (или даже низкие горы). Арденны в основном покрыты лесом, а вьющиеся серпантином дороги связывают между собой небольшие деревеньки, у жителей которых до сих пор в ходу валлонский говор. Самая высокая точка Арденн (и всей Бельгии) — гора Ботранж (фр. Botrange), 694 метра над уровнем моря.

### Полезные ископаемые
В северной части Бельгии под мощным мезо-кайнозойским осадочным чехлом находится докембрийский кристаллический фундамент. При движении на юг фундамент местами по долинам рек обнажается, а на юге страны выходит в виде герцинских складчатых сооружений, которые подверглись сильной денудации. На севере Бельгии в результате неоднократного воздействия талых ледниковых вод широко распространён лёсс.
Полезные ископаемые: каменный уголь (в Кампине и по долинам рек Маас и Самбр); свинец, цинк, медь, сурьма (Арденны); гранит, песчаник, мрамор.

### Климат
Климат Бельгии — умеренный морской, океанический климат, характерный для всей Западной Европы. Для климата Бельгии характерна мягкая и дождливая зима и нежаркое дождливое лето. Погода обычно облачная. Снег бывает в Бельгии редко, в некоторые годы не выпадает вовсе, зимой иногда бывают заморозки. Лето прохладное; для Бельгии характерен циклональный характер погоды. Жара — редкое и непродолжительное явление.

### Животный мир
Кабаны, лани, косули, зайцы, белки, лесные мыши встречаются в Бельгии главным образом в Арденнах.
В болотистых зарослях из птиц водятся куропатки, вальдшнепы, фазаны, утки.

## История

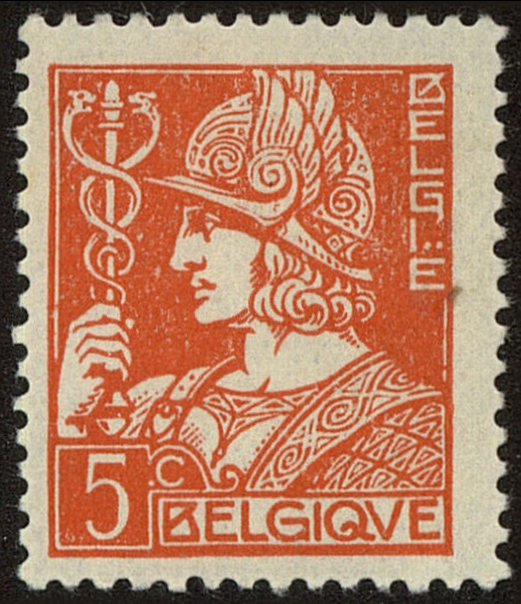
Бельгийская почтовая марка, 1932 год

В начале нашей эры территорию Бельгии населяло племя белгов кельтского происхождения. В 54 до н. э. область на севере Галлии, соответствующая современной Бельгии, была завоёвана войсками Юлия Цезаря, который также описал кельтов в своих «Записках о Галльской войне» (из записок консула о Галльской войне: «половину белгов перебили, остальные стали рабами…»). После падения Западной Римской империи в V веке римскую провинцию Галлия завоевали германские племена франков, создавшие здесь своё королевство.
В XIII—XIV веках территория Бельгии была ареной борьбы между Англией и Францией. В Средние века Бельгия входила в состав Бургундского герцогства.

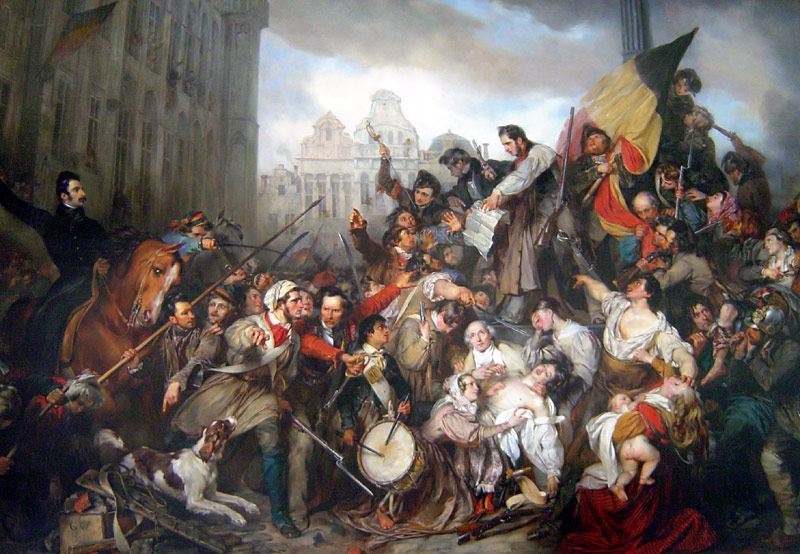
Бельгийская революция, картина 1834 года

- 1477—1556 — династический брак Марии Бургундской ввёл бургундское владение в состав Священной Римской империи.
- 1556—1713 — в составе Испании. Восьмидесятилетняя война положила начало обособлению территорий Бельгии от протестантских Нидерландов.
- 1713—1792 — в составе Священной Римской империи как австрийские Нидерланды.
- 1792—1815 — в составе Франции.
- 1815—1830 — в составе Нидерландов согласно решению Венского конгресса. Однако многие в Бельгии были недовольны насильственным объединением с Нидерландами (прежде всего франкоязычное население и католическое духовенство, опасавшиеся усиления роли соответственно нидерландского языка и протестантской конфессии).
- 23 сентября 1830 — бельгийская революция, и в том же году Бельгия вышла из состава Нидерландского королевства и получила независимость. Бельгия становится нейтральным королевством во главе с Леопольдом I (король с 1831 года) из Саксен-Кобург-Готской династии.

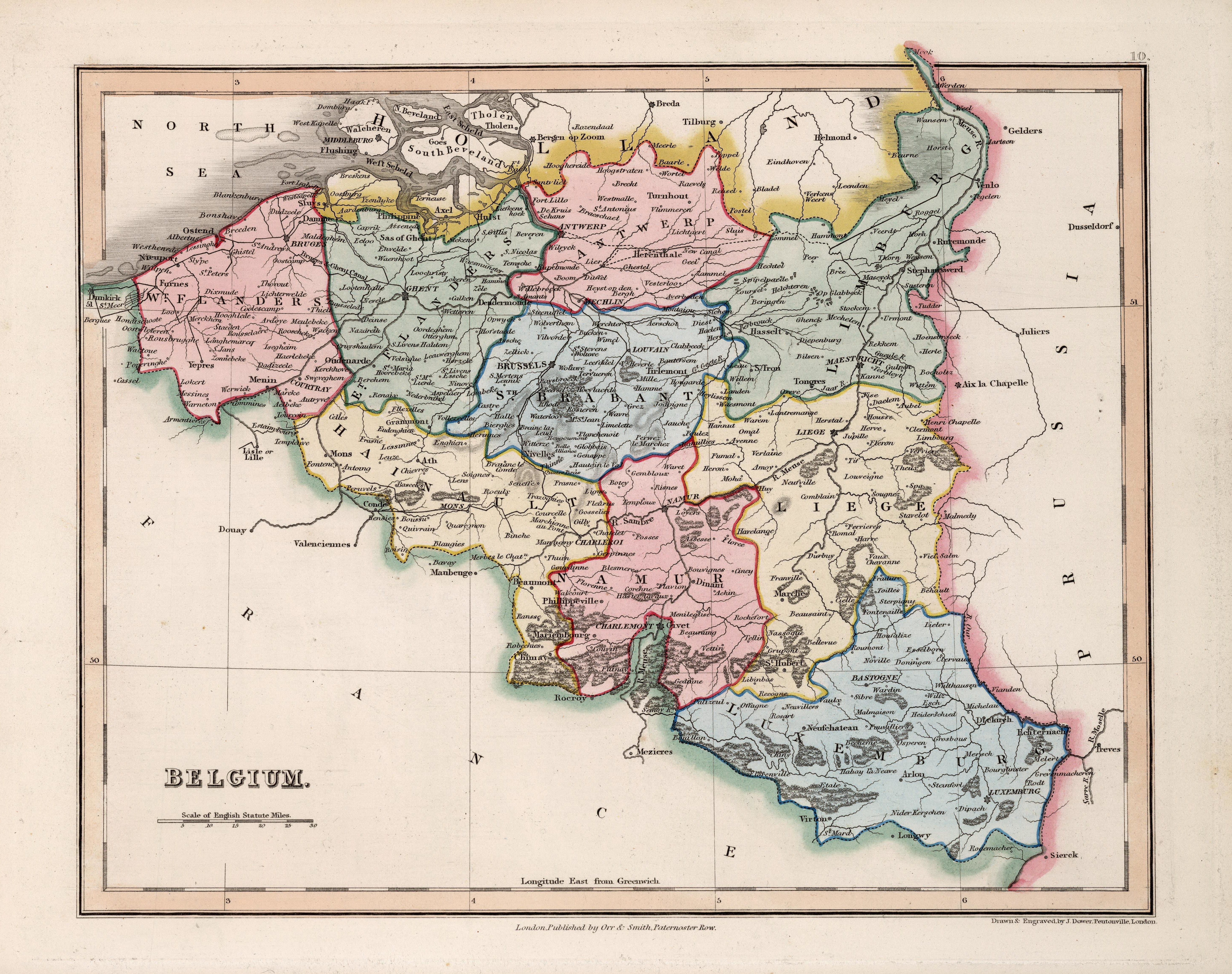
Карта Бельгии, 1832 год

В XIX веке очень интенсивно развивалась экономика страны. Бельгия стала первой страной континентальной Европы, где была построена железная дорога (Мехелен-Брюссель, 1835 год).
В конце XIX века Бельгия стала колониальной державой. В 1885—1908 Конго (ныне — Демократическая Республика Конго) являлось владением бельгийского короля Леопольда II (под названием «Независимое государство Конго»). Эксплуатация колонии была одним из существенных источников накопления капиталов и развития промышленности Бельгии. С 1908 колония получает название Бельгийское Конго (Король передаёт своё владение в пользование Бельгии).

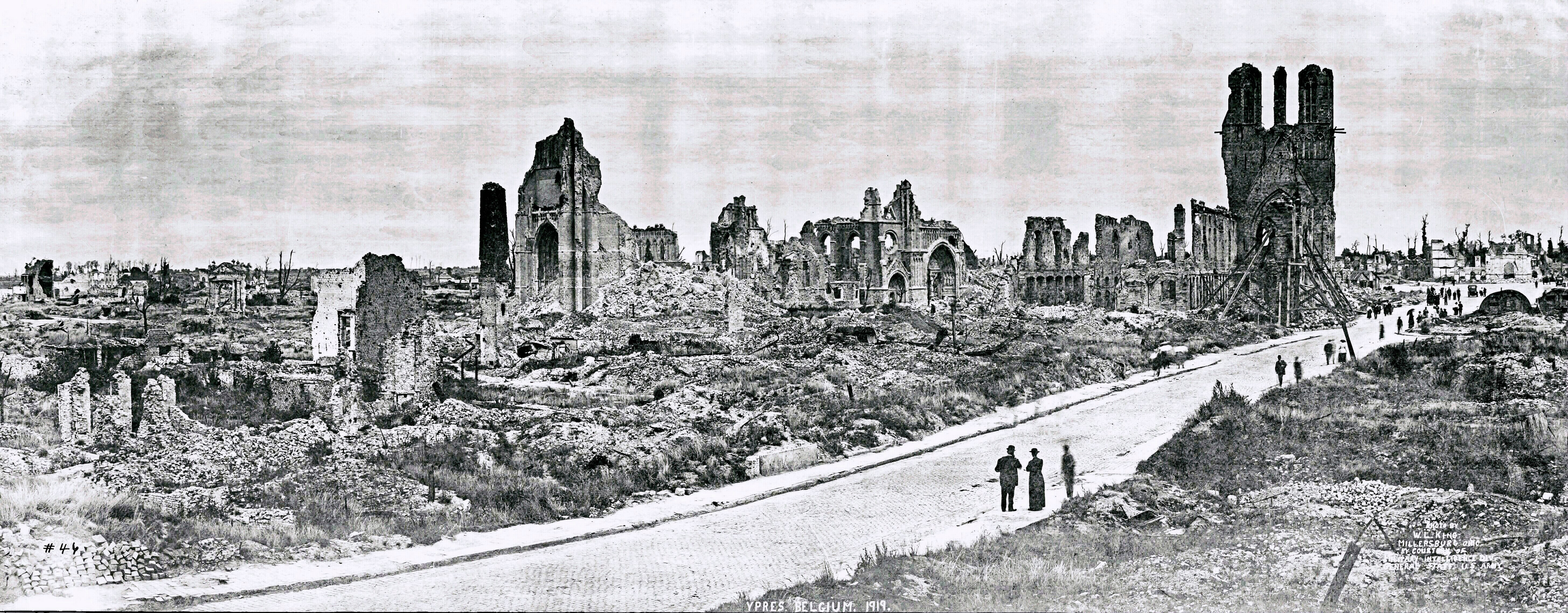
Руины Ипра, 1919 год

Бельгия сильно пострадала во время Первой мировой войны. Хотя бо́льшая часть страны была оккупирована, в течение всей войны бельгийские и английские войска удерживали небольшую часть страны, зажатую между Северным морем и рекой Изер.
Трагична история города Ипра — в ходе войны он был практически полностью разрушен, здесь впервые в истории войн был применён отравляющий газ (хлор). Применённый два года спустя иприт был назван по имени этого города.
3 апреля 1925 года заключён договор между Бельгией и Нидерландами о пересмотре договора 1839 года. Отмена длительного нейтралитета Бельгии и демилитаризация порта Антверпен.
После Первой мировой войны оборонительная стратегия Бельгии основывалась на заключенном с Францией в 1920 году военном соглашении, согласно которому координировалась оборона границы с Германией, а в случае нападения немцев гарантировалась французская помощь в виде ввода войск в страну. Однако в 1936 году из-за разногласий оно было расторгнуто Бельгией, ошибочно надеявшейся сохранить нейтралитет в случае германо-французской войны. За оставшиеся до войны годы французы начали строить укрепления на границе с Бельгией, но они остались гораздо слабее линии Мажино на германской границе. Таким образом, к моменту нападения Германии 10 мая 1940 года (План «Гельб») оборонительные планы двух стран оказались рассогласованы, что помогло немцам. Бельгийские войска оказывали сопротивление с 10 по 28 мая 1940 года (Бельгийская операция (1940)), после чего Бельгия вышла из войны, капитулировав перед Германией. Правительство бежало в Англию, но король Леопольд III остался на родине, оказавшись заложником немцев (в 1944 году он при приближении союзных войск депортирован в Германию и вынужденно оставался там до мая 1945 года). Это произошло во время битвы за Дюнкерк, когда франко-бельгийско-английские силы на севере оказались отрезаны ударом танковой группы Клейста от основной территории Франции и прижаты к морю. Капитуляция бельгийской армии оказалось неожиданной для союзного командования и дополнительно резко ухудшила положение прижатых к морю англо-французских войск. С этого времени и до последних месяцев войны в Европе страна оказалась под немецкой оккупацией, сопряженной с террором против нелояльного населения, особенно евреев (Холокост в Бельгии).  Оккупантам оказывали сопротивление партизаны и подпольщики (см. Движение Сопротивления (Бельгия)).
3 сентября 1944 года Брюссель освободили английские войска. 11 февраля 1945 года образуется правительство во главе с социал-демократом ван Аккером.
4 апреля 1949 — Бельгия вступает в НАТО.
1957 — вступление Бельгии в Европейское экономическое сообщество (ЕЭС).
31 июля 1993 — скончался король Бодуэн, трон унаследовал его младший брат, Альберт II.
2001 — рождение первого ребёнка у кронпринца Филиппа и его супруги Матильды, продолжение династии.
2003 — в результате парламентских выборов премьер-министром вновь становится Ги Верхофстадт.
В 2003 году Бельгия стала вторым государством в мире, легализовавшим однополые браки (после Нидерландов).
12 января 2006 — Бельгия — председатель Организации по безопасности и сотрудничеству в Европе (ОБСЕ).
19 декабря 2008 года ушёл в отставку премьер-министр Бельгии Ив Летерм из-за скандала, связанного с продажей крупнейшей бельгийской финансовой компании «Fortis». Пост премьер-министра страны занял Херман ван Ромпёй, лидер Фламандской христианско-демократической партии. Новое правительство Хермана ван Ромпёя включало представителей тех же пяти политических партий, которыми руководил его предшественник. 13 июня 2010 года прошли внеочередные парламентские выборы, но формирования правительства так и не произошло. Бельгия отпраздновала 540 дней без правительства, установив таким образом мировой рекорд. 6 декабря 2011 года новый кабинет министров во главе с Элио ди Рупо принёс присягу королю.

## Политическое устройство
Бельгия — конституционная монархия (со времени образования) и федеративное государство (с 1980 года). Глава государства — король, в настоящее время — Филипп (с 21 июля 2013 года). На содержание королевской семьи из казны в 2005 году было выделено около 14,5 млн долларов. Глава правительства — премьер-министр, в настоящее время — Александр Де Кро (с 1 октября 2020 года). Как правило, премьер-министром становится представитель партии, набравшей большее число голосов на парламентских выборах. Правительство назначается королём, он утверждает законы, имеет право распускать парламент, назначает министров и судей всех инстанций. Состав правительства также должен быть утверждён парламентом. Конституция требует соблюдения в правительстве языкового паритета: половина министров должна быть представителями нидерландскоязычного сообщества, половина — представителями франкоязычного сообщества.

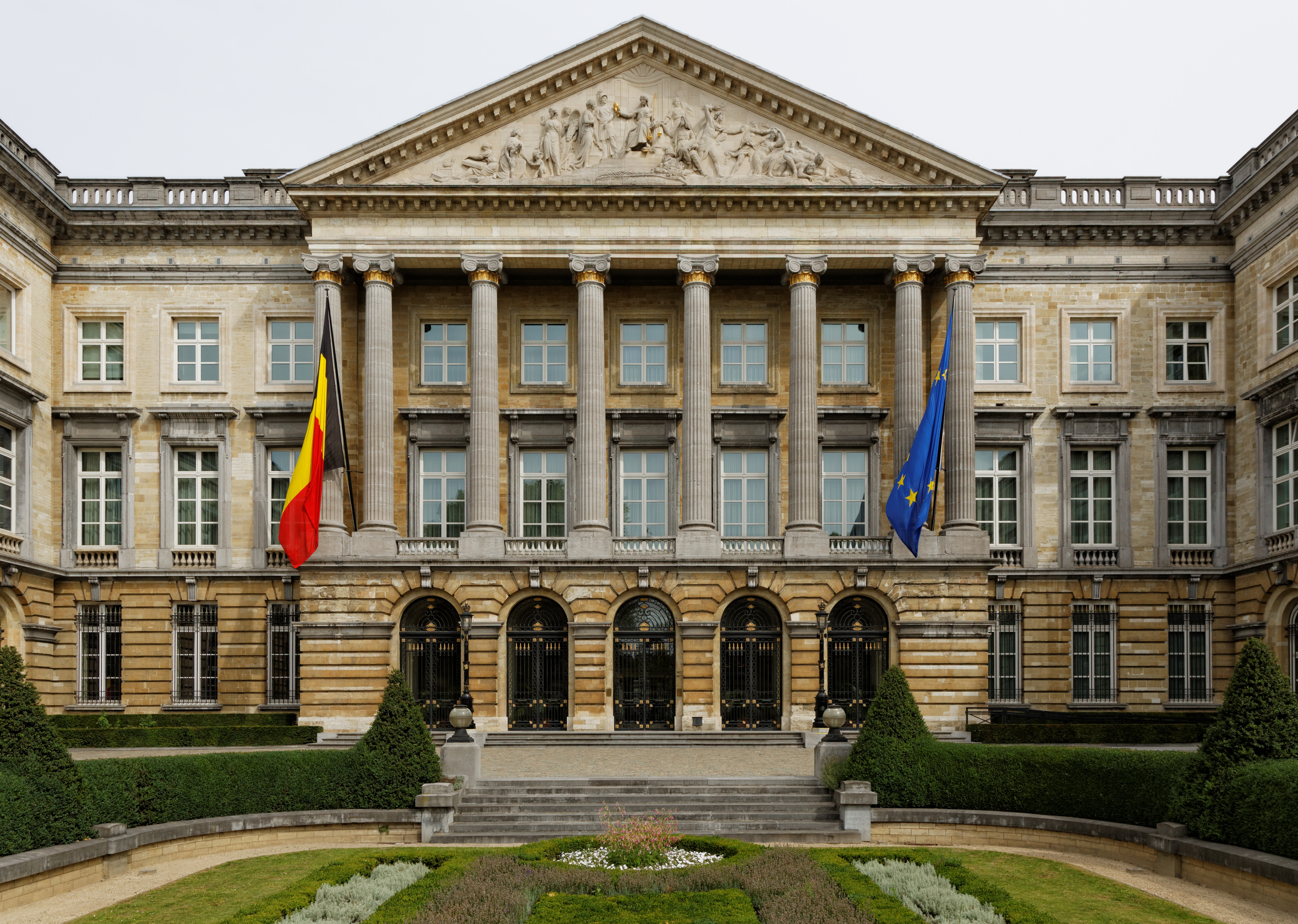
Дворец Нации — здание Федерального парламента в Брюсселе

Федеральный парламент — двухпалатный. Нижняя палата парламента — палата представителей (нидерл. Kamer van volksvertegenwoordigers, фр. Chambre des Représentants, нем. Abgeordnetenkammer), верхняя палата — сенат (нидерл. Senaat, фр. Sénat, нем. Senat). Обе палаты избираются прямым голосованием раз в четыре года. Право голоса имеют все граждане государства, достигшие 18-летнего возраста. В сенате заседает 71 депутат (из которых 40 избираются прямым всеобщим голосованием, а 31 — региональными парламентами). В палате представителей — 150 депутатов, избираемых прямым голосованием.

Бельгия — федеративное государство

Бельгия — федеративное государство, иногда называемое двойной федерацией, так как Бельгия делится одновременно на три региона и три языковых сообщества (см. Административное деление). В зону ответственности регионов входит руководство местной экономикой, публичные работы (например, дорожное строительство), вопросы экологии и т. п., в зону ответственности языковых сообществ — прежде всего вопросы, связанные с культурой, в том числе образование, научная деятельность и спорт.

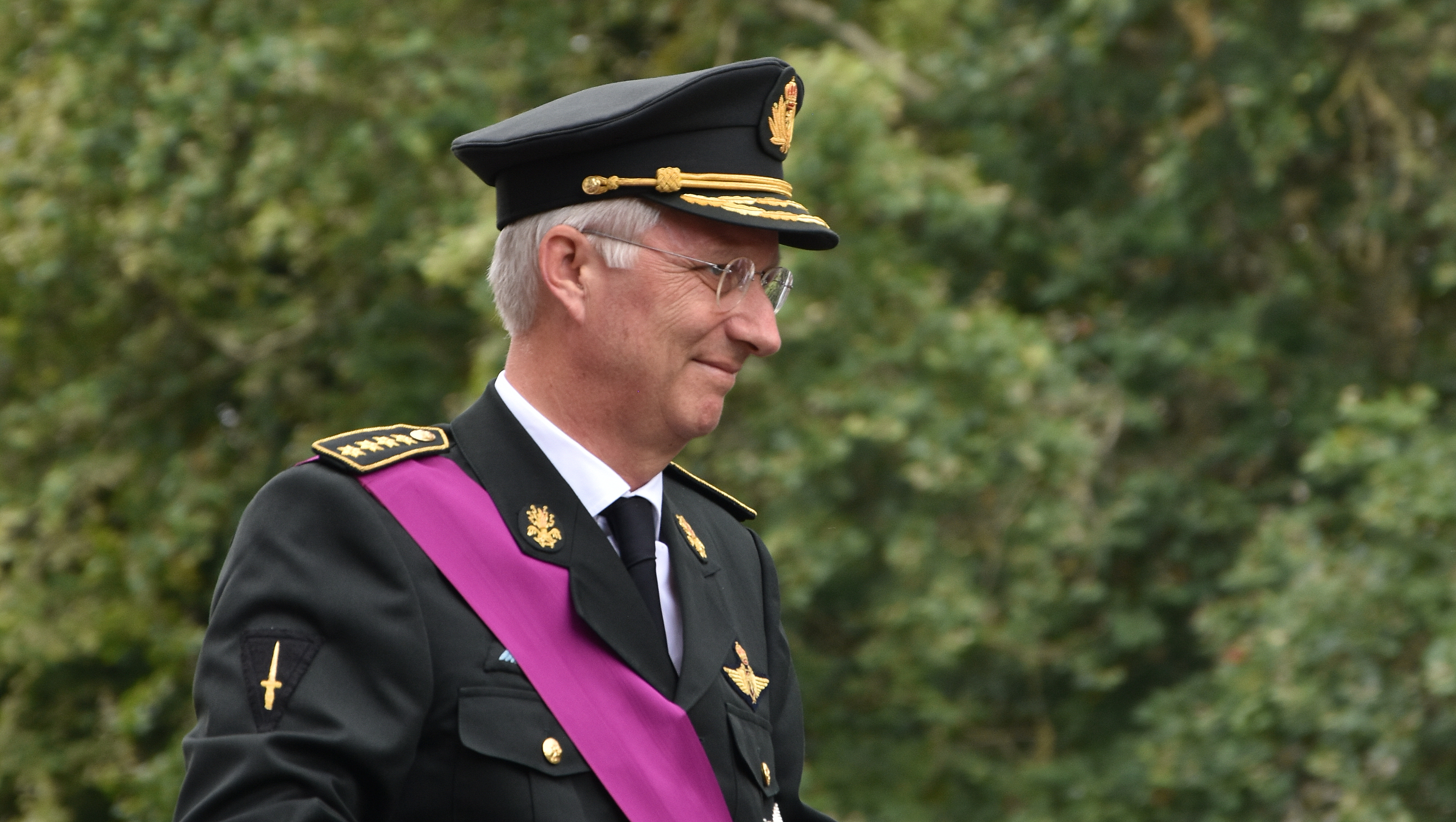
Филипп, король бельгийцев

Каждый регион и каждое языковое сообщество имеют свой парламент и своё правительство, однако по обоюдному согласию парламент и правительство Фламандского региона и Нидерландскоязычного сообщества были объединены. Таким образом, в Бельгии имеется шесть правительств и шесть парламентов. Федеральное правительство отвечает за координацию действий остальных пяти правительств, а также за вопросы общегосударственной важности, как то: оборона, иностранные дела, общегосударственная экономическая и монетарная политика, пенсии, здравоохранение.
Судебная власть организована в форме пирамиды, основой которой в гражданской юстиции является мировой суд (нидерл. Vrederechter, фр. Justice de paix), и в уголовной юстиции — полицейские суды (нидерл. Politierechtbank, фр. Tribunal de Police), имеющиеся в каждом судебном кантоне (нидерл. Gerechtelijk kanton, фр. Canton judiciaire), а верхушкой — Кассационный суд (нидерл. Hof van Cassatie, фр. Cour de cassation). Бельгия поделена на судебные кантоны и судебные округа. Каждый судебный округ (нидерл. Gerechtelijk arrondissement, фр. Arrondissement judiciaire) имеет суд первой инстанции (нидерл. Rechtbank van eerste aanleg, фр. Tribunal de première instance), состоящий из палаты по гражданским вопросам (нидерл. kamer voor burgerlijke zaken, фр. chambres civiles), палаты по уголовным вопросам (нидерл. kamer voor strafzaken, фр. chambres correctionnelles) и палаты по молодёжным вопросам (нидерл. kamer voor jeugdzaken, фр. chambres de la jeunesse), трудовые суды (нидерл. Arbeidsrechtbank, фр. Tribunal du Travail) и торговые суды (нидерл. Rechtbank van koophandel, фр. Tribunal de Commerce). Также существует пять апелляционных судов (нидерл. Hof van beroep, фр. Cour d’appel), состоящие из палаты по гражданским, торговым и экономическим вопросам (нидерл. kamer voor burgerlijke zaken, handels- en economische zaken), палаты по уголовным вопросам (нидерл. kamer voor strafzaken), палаты по молодёжным вопросам (нидерл. kamer voor jeugdzaken) и трудовые палаты (нидерл. Arbeidshof, фр. Cour du Travail) — в Брюсселе, Льеже, Монсе, Генте и Антверпене, и в каждой провинции — суд присяжных (нидерл. Hof van assisen, фр. Cour d’Assises).
Помимо Контрольной палаты и Государственного совета (нидерл. Raad van State, фр. Conseil d’Etat), в Бельгии имеется Конституционный суд (нидерл. Grondwettelijk Hof van België, фр. Cour constitutionnelle de Belgique, нем. Belgiens Verfassunggerichtshof), созданный в 1983 году для урегулирования конфликтов в случае их возникновения между различными институтами федеральной власти Бельгии.
Бельгия входит в 70 международных организаций. Бельгия вступила в Европейское экономическое сообщество (ЕЭС) 25 марта 1957 года. Она также является членом НАТО c 1949 года.

### Политический кризис 2007 года
После федеральных выборов 10 июня 2007 года партии либералов и христианских социалистов безуспешно попытались сформировать национальное правительство (федеральное). Франкоязычные партии, действующие на более бедном юге Бельгии (Валлонии), противились расширению автономии регионов, чего как раз добивались фламандские партии, представляющие более богатую северную часть страны.
Полгода страной управляло техническое правительство во главе с Ги Верхофстадтом.
20 марта 2008 года, после 3 месяцев переговоров, Ив Летерм стал премьер-министром нового коалиционного правительства, в которое вошли пять партий: две фламандские и три из франкоязычной Валлонии.

### Политические партии
Последние выборы в Палату депутатов состоялись 25 мая 2019 года. Их результаты таковы:
| Партия                                    | Фландрия | Брюссель | Валлония | Бельгия | Мест |
| Партия                                    | %        | %        | %        | %       | Мест |
| ----------------------------------------- | -------- | -------- | -------- | ------- | ---- |
| Новый Фламандский альянс                  | 25,5     | 3,2      |          | 16,03   | 25   |
| Фламандский интерес                       | 18,6     | 1,6      | 0,9      | 11,95   | 18   |
| Социалистическая партия Валлонии          |          | 20,0     | 26,1     | 9,46    | 20   |
| Христианские демократы и фламандцы        | 14,2     | 1,3      |          | 8,89    | 12   |
| Партия труда Бельгии                      | 5,6      | 12,3     | 13,8     | 8,62    | 12   |
| Открытые фламандские либералы и демократы | 13,5     | 2,3      |          | 8,54    | 12   |
| Реформаторское движение                   |          | 17,5     | 20,5     | 7,56    | 14   |
| Социалистическая партия Фландрии          | 10,8     | [ 17 ]   |          | 6,71    | 9    |
| Эколо                                     |          | 21,6     | 14,9     | 6,14    | 13   |
| Зелёные                                   | 9,8      | [ 19 ]   |          | 6,10    | 8    |
| Гуманистический демократический центр     |          | 5,8      | 10,7     | 3,70    | 5    |
| Демократические федералисты               | 0,3      | 10,3     | 4,1      | 2,22    | 2    |

## Административное деление

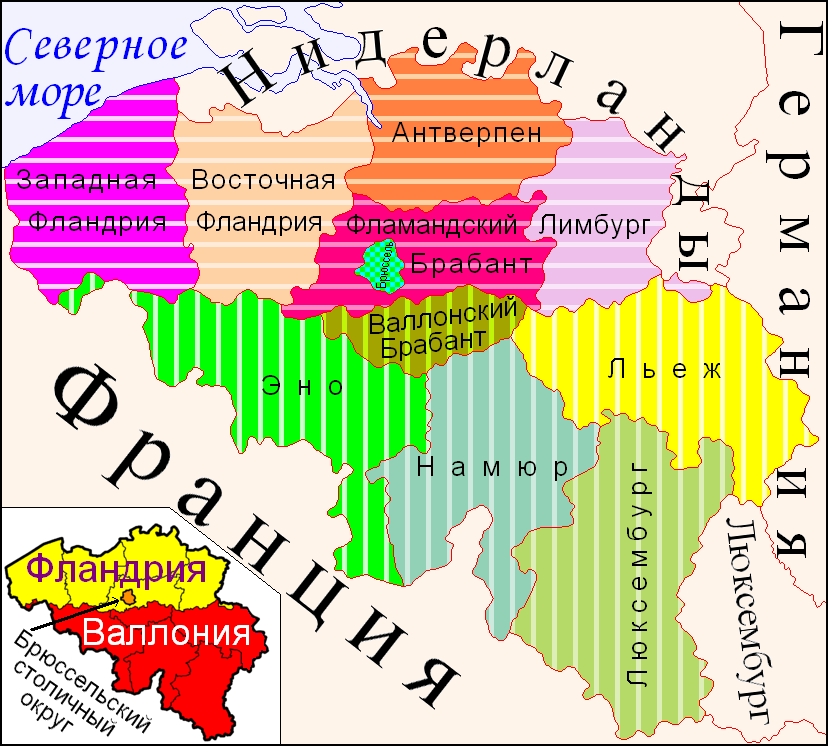
Административное деление Бельгии (на большом рисунке показаны провинции, на маленьком — регионы)

В Бельгии параллельно существует двойная система административного деления:
- Бельгия разделена на три региона, два из которых делятся на провинции:
  - Фламандский регион
    - Провинция Антверпен
    - Провинция Лимбург
    - Провинция Восточная Фландрия
    - Провинция Западная Фландрия
    - Провинция Фламандский Брабант

  - Валлонский регион
    - Провинция Эно
    - Провинция Льеж
    - Провинция Люксембург
    - Провинция Намюр
    - Провинция Валлонский Брабант

  - Брюссельский столичный регион
- Параллельно с этим, Бельгия делится на три языковых сообщества:
  - Фламандское сообщество (Фламандский регион и Брюссельский столичный регион)
  - Французское сообщество (Валлонский регион и Брюссельский столичный регион)
  - Немецкоязычное сообщество (часть провинции Льеж)

## Экономика
Бельгия — высокоразвитое постиндустриальное государство. Основа экономики — сфера услуг (прежде всего транспорт и торговля) и промышленность.
Преимущества: один из наиболее значимых производителей металлопродукции и текстиля. Фландрия является ведущим регионом в индустрии хай-тека, Антверпен — мировой центр торговли алмазами. Высокоразвитая химическая промышленность. Хорошо образованная и высокомотивированная многоязычная рабочая сила с высокой производительностью труда. Привлекательное место для американских ТНК. Хорошая водная транспортная сеть через Северное море, доступ к Рейну от Антверпена до Гента.
Слабые стороны: государственный долг порядка 87,7 % от ВНП намного превышает предельно допустимый в Еврозоне уровень 60 % (данные 2006 года). В некоторых регионах большое число хронических и неквалифицированных безработных. Частый выход работников на досрочную пенсию, из-за чего высокий уровень государственных пенсионных платежей. Больше бюрократии, чем в среднем по ЕС.
Бельгия входит в Организацию экономического сотрудничества и развития (ОЭСР) (Organization for Economic Co-operation and Development — OECD), в Европейский союз (ЕС), страна стала первым членом Европейского валютного союза в 1999 г.
Производство стали, цемента и химических продуктов в основном сконцентрировано в долине рек Самбра и Маас. Крупнейшие промышленные города — Монс, Шарлеруа, Намюр и Льеж. Ранее в этом районе также велась добыча угля, но в 1980-х гг. последние шахты были закрыты. Центр стальной промышленности — Льеж. Продукция химической промышленности — удобрения, красители, фармацевтические вещества, а также различные пластмассы. Центр нефтехимической промышленности расположен в Антверпене, в Брюсселе располагается штаб-квартира крупной химической и фармацевтической компании Solvay.
Текстильная промышленность, зародившаяся ещё в Средние века, включает переработку хлопка, льна, шерсти, синтетических тканей. Одни из важнейших видов продукции текстильной промышленности — ковры и одеяла. Главные центры текстильной промышленности — Гент, Кортрейк, Турне, Вервье. Брюссель, Брюгге и Мехелен известны как старинные центры производства кружев (см. Фламандское кружево).
Другие отрасли промышленности — обработка алмазов (прежде всего в Антверпене), производство цемента и стекла, деревообработка, пищевая промышленность. Имеется несколько автомобильных производств.
Экономика Бельгии сильно ориентирована на международный рынок.
Основные импортные товары — продукты питания, машины, необработанные алмазы, нефть и нефтепродукты, продукты химической промышленности, одежда и текстиль. Основные экспортные товары — автомобили, продукты питания, железо и сталь, обработанные алмазы, текстиль, пластмассы, нефтепродукты и цветные металлы.
В 1970 — 80 гг. экономический центр страны переместился из Валлонии во Фландрию. Это связано с упадком традиционных отраслей экономики Валлонии — добычи угля и чёрной металлургии. В настоящее время добыча угля прекращена совсем, металлургия же остаётся важной отраслью экономики, хотя её значение сильно уменьшилось. Сейчас экономика Фландрии получает больше инвестиций. Во Фландрии большое внимание уделяется прикладным научным исследованиям (англ. research and development). Уровень безработицы в Валлонии в два раза выше, чем во Фландрии.
Основная отрасль энергетики — атомная. В Бельгии имеется две АЭС, одна неподалёку от Антверпена, другая — в районе Юи. В настоящее время 75 % электроэнергии в стране производится на АЭС.
Бельгия располагает развитой транспортной системой. Антверпенский порт — второй по величине порт в Европе. Также хорошо развит внутренний транспорт.
Продукция сельского хозяйства составляет только 1,4 % ВВП (по данным на 2006 г.), однако такой низкий показатель говорит не о слабом развитии сельского хозяйства, а о сильном развитии остальных отраслей экономики. Важнейшие растения — пшеница, овёс, рожь, ячмень, сахарная свёкла, картофель и лён. Животноводство — в основном разведение крупного рогатого скота и свиней. С сельским хозяйством тесно связаны такие традиционные отрасли пищевой промышленности, как пивоварение и производство сыра.
По данным на 2006 г., доход на душу населения составлял $31 800. Несмотря на значительную долю тяжёлой промышленности в структуре экономики, сфера услуг составляла 72,5 % ВВП. По состоянию на май 2017 года средний размер оплаты труда в Бельгии составляет €3401 ($3821.72, брутто) и €2170 ($2438.35, нетто) в месяц. По состоянию на 1 января 2019 года минимальный размер оплаты труда в Бельгии составляет €1562.59 в месяц (брутто) и €1472 (нетто) в месяц.

### Транспорт
Динамично развивавшаяся и плотная бельгийская железнодорожная сеть побудила крупные компании, такие как La Brugeoise et Nivelles (сейчас BN отделение Bombardier Transportation), развивать специальные новые технологи. 

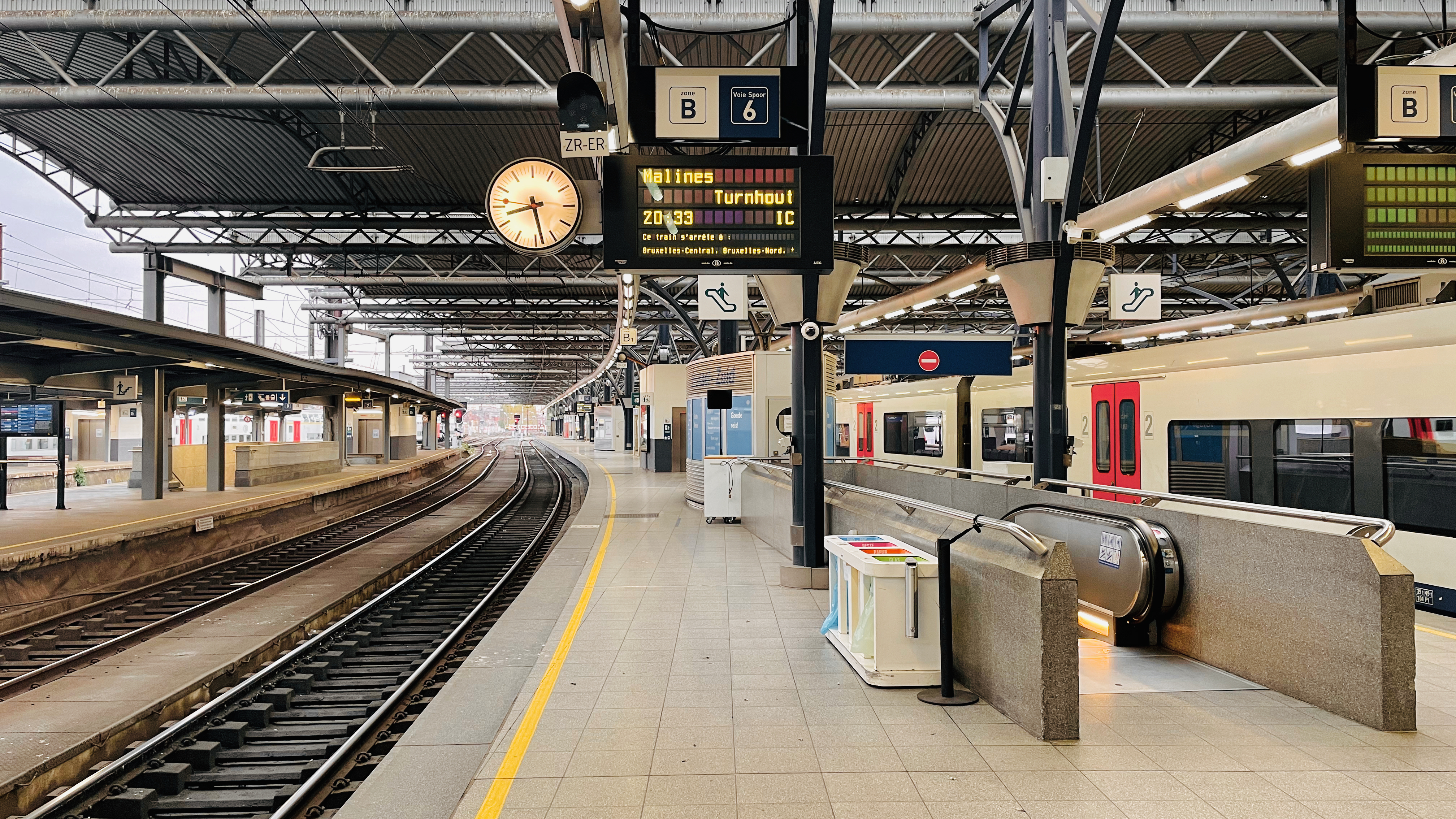
Железнодорожный вокзал Брюссель-Южный, самый загруженный вокзал в стране

Бельгийская железная дорога стала первой в континентальной Европе. До сих пор железнодорожный транспорт популярен: в 2009 году железные дороги перевезли более 220 миллионов пассажиров

#### Дороги
- общая длина: 149 018 км (примерно 4,38 км на 1 км² площади, 2002),
- магистрали: 1729 км
- региональные дороги: 12 610 км
- остальные: 134 679 км

#### Водные пути
Водные пути составляют 2043 км (1532 км регулярно используются в коммерческих целях).

#### Трубопроводные пути
Трубы под сырую нефть составляют 161 км; нефтепродукты — 1167 км; природный газ — 3300 км.

#### Морские порты
- Антверпен[29] — один из самых больших портов мира
- Брюгге[30] (Зебрюгге «Морское Брюгге»)— один из крупнейших портов Европы
- Гент[31]
- Остенде

#### Внутренние порты
Брюссель, Льеж.

### Наука и техника

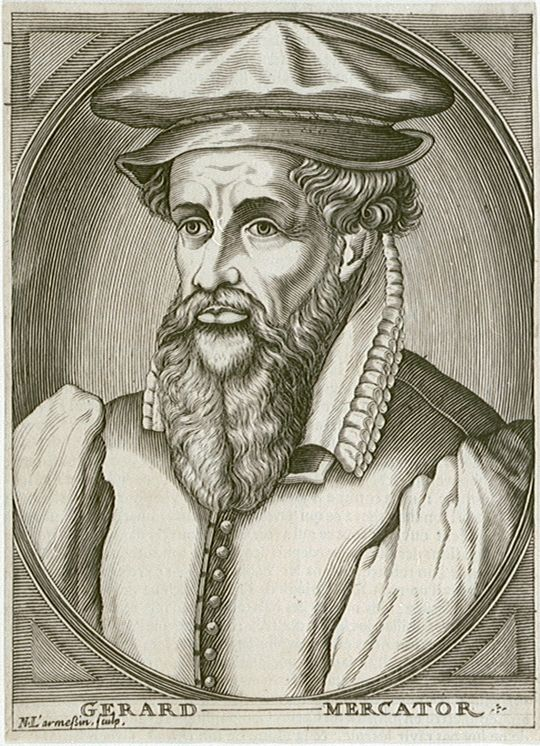
Герард Меркатор

Вклад в развитие науки и техники Бельгии можно проследить на протяжении всей истории этой страны. В шестнадцатом веке Южные Нидерланды стали известны своими учёными, такими как картограф Герард Меркатор, анатом Андреас Везалий, травник Ремберт Додунс и математик, инженер Симон Стевин, входящие в разряд самых влиятельных в научной среде.
В первой половине XVII века валлонский метод изготовления пруткового железа распространился в Швеции, и использовался там на протяжении 260 лет.
Экономически важная подземная добыча угля во время Великой Индустриальной революции нуждалась в высококвалифицированных специализированных исследованиях в области горного дела.
Конец XIX века и XX век ознаменовались значимыми успехами Бельгии в прикладной науке и в теоретических фундаментальных исследованиях. Химик-технолог Эрнест Гастон Сольве и инженер Зеноб Теофил Грамм дали свои имена научным понятиям: процессу Сольве и динамо-машине Грамма в 1860-х. Жоржу Леметру приписывается авторство (наряду с другими учёными) теории расширяющейся Вселенной.
Три нобелевские премии по физиологии и медицине, одна нобелевская премия по химии и одна нобелевская премия по физике были присуждены бельгийцам:
- Жюлю Борде, «За открытия, связанные с иммунитетом» (1919);
- Корнею Хеймансу, «За открытие роли синусного и аортального механизмов в регуляции дыхания» (1938);
- Альберу Клоду, Кристиану де Дюву, Джорджу Паладе, «За открытия, касающиеся структурной и функциональной организации клетки» (1974);
- Илье Пригожину, «За работы по термодинамике необратимых процессов, особенно за теорию диссипативных структур» (1977);
- Франсуа Энглеру, «За теоретическое обнаружение механизма, который помогает нам понять происхождение массы субатомных частиц, подтверждённого в последнее время обнаружением предсказанной элементарной частицы в экспериментах ATLAS и CMS на Большом адронном коллайдере в ЦЕРН» (2013).

## Население
| 1831        | 1846        | 1856        | 1866        | 1880        | 1890        | 1900        | 1910        | 1920        | 1930        | 1947        | 1960        |
| ----------- | ----------- | ----------- | ----------- | ----------- | ----------- | ----------- | ----------- | ----------- | ----------- | ----------- | ----------- |
| 3 786 556   | ↗4 337 198  | ↗4 529 465  | ↗4 827 834  | ↗5 520 016  | ↗6 069 317  | ↗6 693 546  | ↗7 423 784  | ↘7 405 570  | ↗8 091 997  | ↗8 512 185  | ↗9 153 489  |
| 1961        | 1961        | 1962        | 1963        | 1964        | 1965        | 1966        | 1967        | 1968        | 1969        | 1970        | 1970        |
| ↗9 183 948  | ↗9 189 737  | ↗9 220 578  | ↗9 289 770  | ↗9 378 113  | ↗9 463 667  | ↗9 527 807  | ↗9 580 991  | ↗9 618 756  | ↗9 646 032  | ↗9 655 549  | ↘9 650 944  |
| 1971        | 1972        | 1973        | 1974        | 1975        | 1976        | 1977        | 1978        | 1979        | 1980        | 1981        | 1981        |
| ↗9 673 162  | ↗9 711 115  | ↗9 741 720  | ↗9 772 419  | ↗9 800 700  | ↗9 818 227  | ↗9 830 358  | ↗9 839 534  | ↗9 848 382  | ↗9 859 242  | ↘9 848 647  | ↗9 858 982  |
| 1982        | 1983        | 1984        | 1985        | 1986        | 1987        | 1988        | 1989        | 1990        | 1991        | 1991        | 1992        |
| ↘9 856 303  | ↘9 855 520  | ↘9 855 372  | ↗9 858 308  | ↗9 861 823  | ↗9 870 234  | ↗9 901 664  | ↗9 937 697  | ↗9 967 379  | ↗10 004 486 | ↘9 978 681  | ↗10 045 158 |
| 1992        | 1993        | 1993        | 1994        | 1994        | 1995        | 1995        | 1996        | 1996        | 1997        | 1997        | 1998        |
| ↘10 021 997 | ↗10 084 475 | ↘10 068 319 | ↗10 100 341 | ↗10 115 603 | ↗10 130 398 | ↗10 136 811 | ↗10 156 637 | ↘10 142 776 | ↗10 170 226 | ↗10 181 245 | ↗10 192 264 |
| 1998        | 1999        | 1999        | 2000        | 2000        | 2001        | 2001        | 2001        | 2002        | 2002        | 2002        | 2003        |
| ↗10 203 008 | ↗10 226 419 | ↘10 213 752 | ↗10 239 085 | ↗10 251 250 | ↗10 263 414 | ↗10 286 570 | ↘10 263 414 | ↗10 309 725 | ↗10 332 785 | ↘10 309 725 | ↗10 376 133 |
| 2003        | 2003        | 2004        | 2004        | 2004        | 2005        | 2005        | 2005        | 2006        | 2006        | 2006        | 2007        |
| ↘10 355 844 | →10 355 844 | ↗10 396 421 | ↗10 421 137 | ↘10 396 421 | ↗10 445 852 | →10 445 852 | ↗10 478 617 | ↗10 547 958 | ↘10 511 382 | →10 511 382 | ↗10 584 534 |
| 2007        | 2007        | 2008        | 2008        | 2008        | 2009        | 2009        | 2009        | 2010        | 2010        | 2010        | 2011        |
| ↗10 625 700 | ↘10 584 534 | ↗10 666 866 | ↘10 665 140 | ↗10 709 973 | ↗10 753 080 | →10 753 080 | ↗10 796 493 | ↗10 839 905 | ↗10 920 272 | ↘10 839 905 | ↗10 951 266 |
| 2011        | 2011        | 2012        | 2012        | 2012        | 2013        | 2013        | 2013        | 2014        | 2014        | 2015        | 2016        |
| ↗11 047 744 | ↘10 951 266 | ↗11 035 948 | ↗11 128 246 | ↘11 035 948 | ↗11 099 554 | ↗11 182 817 | ↘11 099 554 | ↗11 150 516 | →11 150 516 | ↗11 209 044 | ↗11 267 910 |
| 2017        | 2017        | 2018        | 2019        | 2020        | 2021        | 2022        |             |             |             |             |             |
| ↗11 322 088 | ↗11 372 068 | ↗11 376 070 | ↗11 431 406 | ↗11 492 641 | ↗11 521 238 | ↗11 584 008 |             |             |             |             |             |

### Урбанизация
Практически всё население Бельгии городское — 98,1 % в 2021 году.
Бельгия отличается высокой плотностью населения (376 человек на км²), уступая по этому параметру в Европе только Нидерландам и некоторым карликовым государствам, таким как Монако. Самая высокая плотность населения по стране наблюдается в районе, ограниченном городами Брюссель-Антверпен-Гент-Лёвен (так называемый «фламандский ромб»). Самая низкая плотность населения — в Арденнах (провинция Люксембург).
В 2010 году численность населения Фламандского региона составила около 6 251 983 человек, включая самые густонаселённые города Антверпен (483 505), Гент (243 366
) и Брюгге (116 741). Численность населения Валлонии составила 3 498 384 человека, включая самые густонаселённые города Шарлеруа (202 598), Льеж (192 504) и Намюр (108 950). В Брюсселе проживает 1 089 538 человек в 19 столичных окружных муниципалитетах, три из которых, Андерлехт, Брюссель и Схарбек, насчитывают более 100 000 жителей.

Возрастно-половая пирамида населения Бельгии на 2022 год

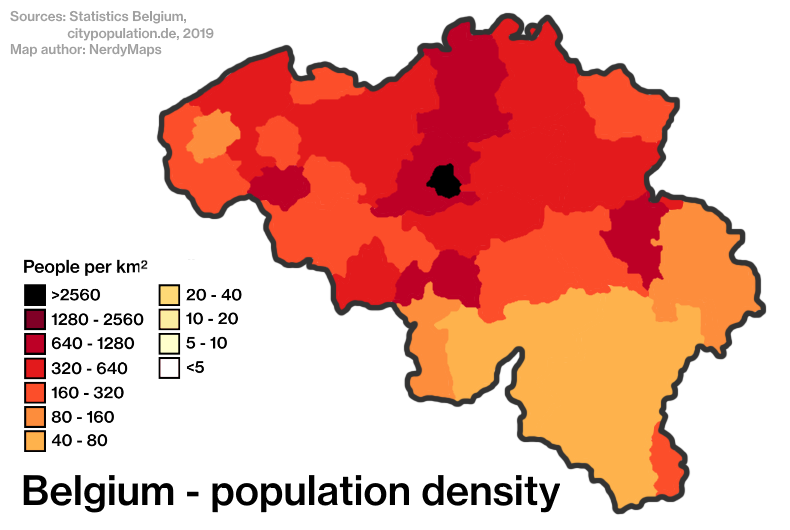
Плотность населения по районам Бельгии по состоянию на 2019 год

| №  | Название  | Провинция                     | Население |
| -- | --------- | ----------------------------- | --------- |
| 1  | Антверпен | Антверпен                     | 530 630   |
| 2  | Гент      | Восточная Фландрия            | 265 086   |
| 3  | Шарлеруа  | Эно                           | 202 421   |
| 4  | Льеж      | Льеж                          | 195 278   |
| 5  | Брюссель  | Брюссельский столичный регион | 188 737   |
| 6  | Схарбек   | Брюссельский столичный регион | 130 690   |
| 7  | Андерлехт | Брюссельский столичный регион | 122 547   |
| 8  | Брюгге    | Западная Фландрия             | 118 509   |
| 9  | Намюр     | Намюр                         | 112 559   |
| 10 | Лёвен     | Фламандский Брабант           | 102 236   |

### Возрастная и половая структура населения Бельгии
- 0-14 лет: 17,22 % (мальчики 1 033 383 / девочки 984 624);
- 15-24 лет: 11,2 % (мужчины 670 724 / женщины 642 145);
- 25-54 лет: 39,23 % (мужчины 2 319 777 / женщины 2 278 450);
- 55-64 лет: 13,14 % (мужчины 764 902 / женщины 775 454);
- 65 лет и старше: 19,21 % (мужчины 988 148 / женщины 1 263 109) (показатели за 2020 г.)[42].

Средний возраст
- Общий показатель: 41,6 лет
- Мужчины: 40,4 лет
- Женщины: 42,8 лет (показатели за 2020 г.)[42]

Рост численности населения
- Численность населения с 2020 г. по 2021 г. выросла на 0,59 %.
- Коэффициент рождаемости: 11,03
- Коэффициент смертности: 9,71.
- Чистая миграция в Бельгии составляет 4,58 мигранта на 1000 жителей (25-е место в мире, по данным за 2021 г.)[42]

Половой состав населения
- При рождении: 1,05 мужск. / женск.
- 0-14 лет: 1,05 мужск. / женск.
- 15-24 лет: 1,04 мужск. / женск.
- 25-54 лет: 1,02 мужск. / женск.
- 55-64 лет: 0,99 мужск. / женск.
- 65 лет и более: 0,78 мужск. / женск.
- Соотношение из общей численности: 0,97 мужск./женск. (по данным на 2020 г.)[42]

Показатели детской смертности
- Общий показатель: 3,24 смертей /1000 рождений
- Мужской пол: 3,68 смертей /1000 рождений
- Женский пол: 2,78 смертей /1000 рождений (по данным 2021 г.)[42]

Средняя ожидаемая продолжительность жизни
- Общий показатель: 81,65 лет
- Мужчины: 79,02 лет
- Женщины: 84,4 лет (по данным на 2021 г.)[42]

Общий показатель фертильности
По данным на 2021 г., в среднем одна жительница Бельгии имеет 1,77 ребёнка. Аналогичный показатель за 1994 г. составил 1,50 ребёнка.

### Этнический и языковой состав населения

Доля коренных бельгийцев в населении Бельгии на региональном и национальном уровнях с 2000 по 2021 год

Две главные группы, составляющее население страны — фламандцы (около 60 % населения) и валлоны (около 40 % населения). Фламандцы живут в пяти северных провинциях Бельгии (см. Фландрия) и говорят на нидерландском языке и его многочисленных диалектах (см. Нидерландский язык в Бельгии). Валлоны живут в пяти южных провинциях, составляющих Валлонию, говорят на бельгийском французском, валлонском и некоторых других языках. Согласно данным The World Factbook, этнический состав населения Бельгии по состоянию на 2012 год: 75,2 % — бельгийцы, 4,1 % — итальянцы, 3,7 % — марокканцы, 2,4 % — французы, 2 % — турки, 2 % — голландцы, 10,6 % — другие этнические группы. Языки Бельгии по числу носителей: нидерландский язык — 60 %, французский язык — 40 %, немецкий язык — менее 1 %. По состоянию на 2021 год, 67,3 % населения Бельгии составляло коренное население, 20,1 % — бельгийцы иностранного происхождения, и 12,6 % — иммигранты.
После обретения независимости Бельгия была французскоязычным государством и единственным государственным языком сначала был французский, хотя фламандцы всегда составляли большинство населения. Даже во Фландрии французский долгое время оставался единственным языком среднего и высшего образования.
После завершения Первой мировой войны в Бельгии началось движение за эмансипацию нидерландоязычного населения. В результате возникла так называемая «языковая борьба» (нидерл. taalstrijd). Борьба стала приносить плоды к 1960-м годам. В 1963 году был принят пакет законов, регламентирующий использование языков в официальных ситуациях. В 1967 году впервые был издан официальный перевод конституции Бельгии на нидерландский язык. К 1980 году оба главных языка страны были фактически уравнены в правах. В 1993 году Бельгия была разделена на регионы, являющиеся субъектами федерации. Единственным официальным языком на территории Фламандского региона является нидерландский.
Несмотря на достигнутые успехи, языковые проблемы до сих пор приводят к эскалации напряжённости между двумя главными группами населения страны. Таким образом, в 2005 году проблема разделения двуязычного избирательного округа Брюссель-Халле-Вилворде чуть было не привела к отставке правительства и политическому кризису.

### Иммигранты и этнические меньшинства

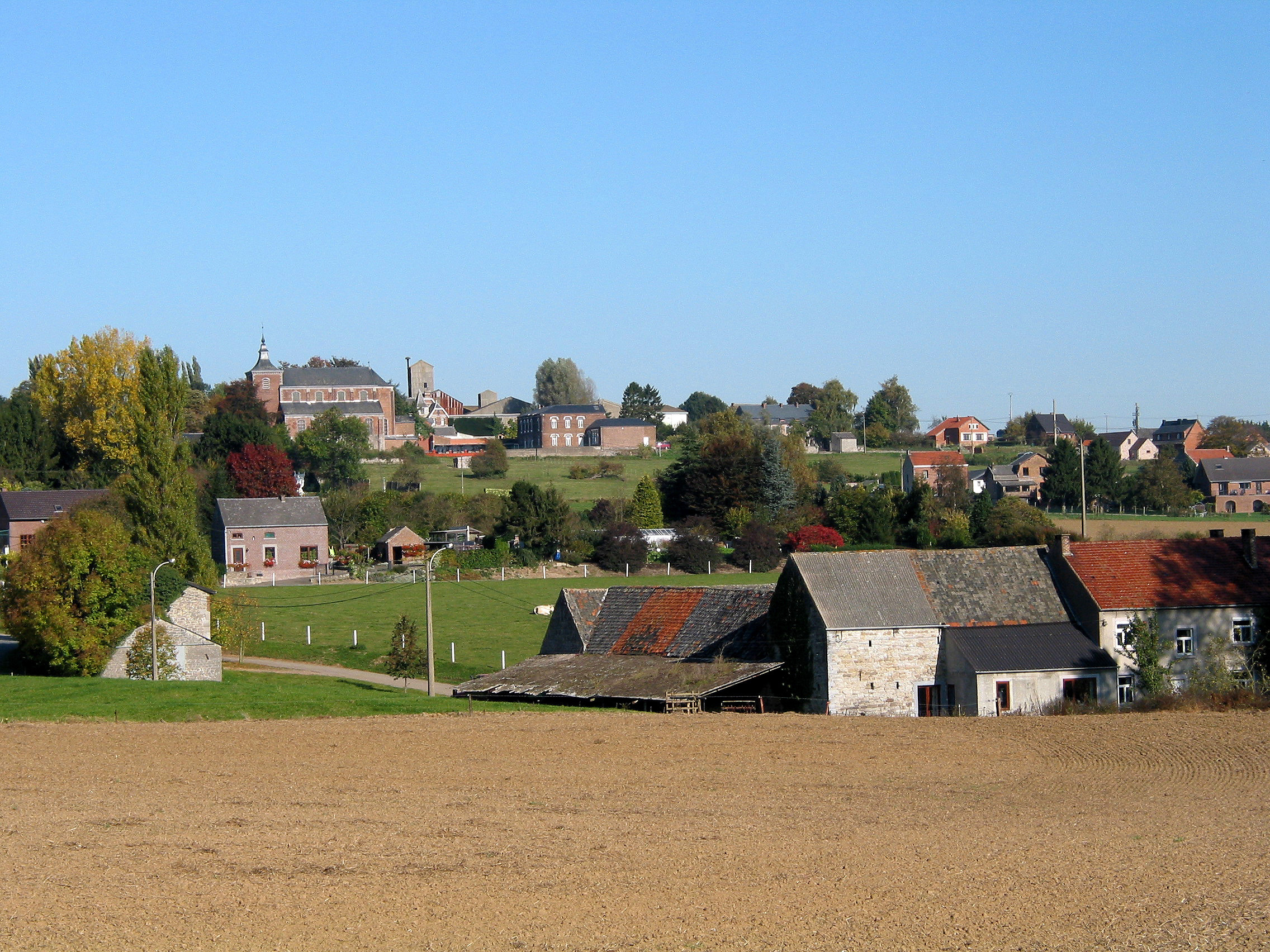
Деревня в Бельгии

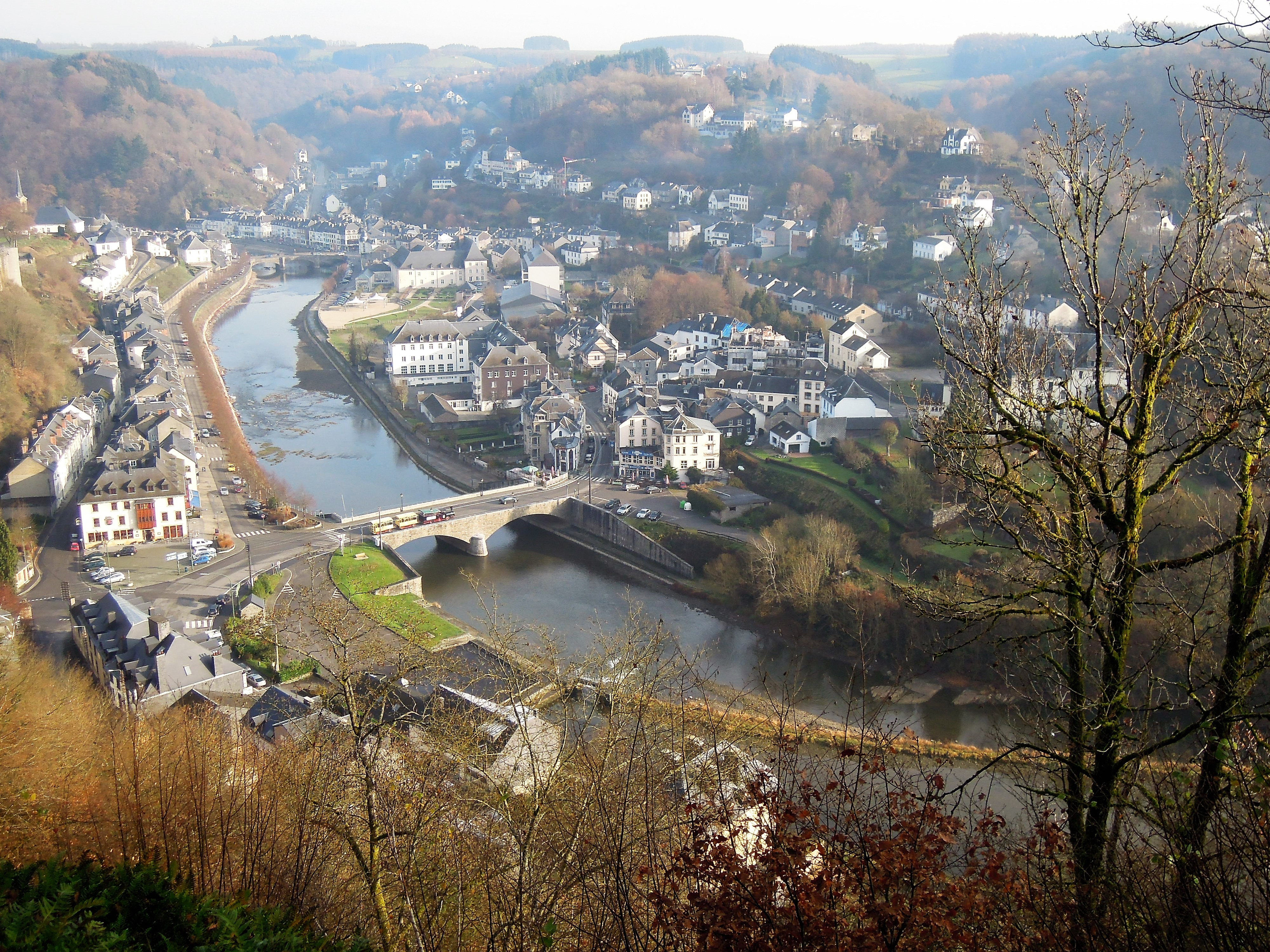
Город в Бельгии

Важнейшее этническое меньшинство Бельгии — немцы. Их число составляет приблизительно 70 000 человек. Места компактного проживания немцев (на востоке Валлонии) входят в состав немецкоязычного сообщества, имеющего большую автономию, прежде всего в вопросах культуры.
Крупнейшие группы мигрантов — итальянцы, выходцы из Демократической республики Конго (бывшее Бельгийское Конго), выходцы из Турции, а также из Марокко и других арабских стран.
Согласно разным источникам, в Бельгии проживают от 150 до 200 тысяч мигрантов из Турции, в число которых входят как этнические турки, так и представители курдского меньшинства. Между представителями двух этнических общин время от времени возникают стычки и конфликты. Так, в апреле 2006 г. в центре Брюсселя по инициативе курдов прошла антитурецкая манифестация.
В ночь на 2 апреля 2007 года в столице Бельгии неподалёку от зданий штаб-квартир НАТО и ЕС произошли столкновения между этническими турками и представителями курдской иммигрантской общины. В результате семь человек были арестованы и ещё несколько получили травмы. «Всё началось с нападения турецких подростков на небольшую группу курдской молодёжи», — заявил пресс-секретарь брюссельской полиции Йохан Верлейен. Против пытавшихся наладить порядок полицейских также была направлена агрессия. По данным правоохранительных органов, в уличных столкновениях участвовало около 250 человек, в основном представители молодёжи. В ходе погромов неизвестные подожгли кафе, считавшееся центром курдской общины, после чего были организованы стихийные митинги. Конфликтные ситуации в Бельгии, связанные с межэтническим противостоянием, являются острой политической проблемой, выход из которой пока не найден.
В Брюсселе проживают также испанцы, греки, поляки и люди других национальностей. По состоянию на 2016 год, 69,8 % населения Бельгии составляло коренное население, 16,5 % — иммигранты первого поколения, а 13,7 % — иммигранты второго поколения. По состоянию на 2019 год, по оценкам ООН, в Бельгии проживало 2 миллиона иммигрантов, составляющих 17,2 % населения страны.

### Преступность и напряжённость в связи с расовым вопросом
19 % рассматриваемых в судах обвинений и 24 % правонарушений, совершённых несовершеннолетними, касаются людей неевропейского происхождения. В 2002 году была определённая полемика по этому вопросу, когда подросток-мусульманин был признан виновным в ограблении и убийстве, но получил лишь предупреждение от суда. Такое судебное решение было отменено, и протесты утихли.

### Терроризм и преступность
Брюссель, по различным источникам, таким как Интерпол и местные газеты, считается одним из центров радикализации населения и рекрутирования людей в террористические организации, такие как Аль-Каида. Вербовка обычно происходит в мечетях с последующей основной подготовкой в Афганистане.
В 2005 году террористка-смертница в Ираке, Мюриель Дегок (Muriel Degauque), стала известна как первая террористка западного происхождения в истории современного терроризма. Она тренировалась не в Брюсселе, а в Шарлеруа, бельгийском городе с одним из самых больших показателей преступности.
Бельгия также видела преступления на почве расовой ненависти против меньшинств, включая дело Ханса Ван Темсе и другие насильственные действия на расовой почве, выявляя актуальность данной проблемы и озабоченность бельгийцев расовым вопросом.
Французская полиция полагает, что не менее 3 из 11 основных подозреваемых в соучастии в совершении терактов 13 ноября 2015 года в Париже происходят из или проживали в Бельгии.
Утром 22 марта 2016 года в Брюсселе произошла серия терактов. Три взрыва прогремели в аэропорту и метрополитене. В результате не менее 34 человек погибли и более 250 были ранены.

### Религия
Согласно данным The World Factbook, состав населения Бельгии по вероисповеданию по состоянию на 2009 год: 50 % — католики, 2,5 % — протестанты и другие христиане, 5,1 % — мусульмане, 0,4 — иудеи, 0,3 — буддисты, 9,2 % — атеисты, 32,6 % — остальные. Конституция Бельгии гарантирует свободу вероисповедания.
Состав населения Бельгии по вероисповеданию по состоянию на 2019 год: 54 % — католики, 31 % — иррелигиозны, 5 % — мусульмане, 3 % — протестанты, 1 % — православные, 2 % — остальные христиане, 0,3 % — буддисты, 0,3 % — иудеи, 4 % — другие религии.
Преподавание религии (или замещающих курсов) в общеобразовательных школах занимает около 7 % от всех школьных часов. Набор предлагаемых религий варьируется в зависимости от предпочтений учащихся. При наличии в школе семи и более желающих изучать определённую религию, школа обязана предоставить необходимого преподавателя или предоставить замещающий курс. Содержание курса во многом зависит от предпочтения конкретного преподавателя, но некоторые конфессии стандартизуют свои курсы. Например, в программу «ортодоксального христианства» включены основы православия, преподаваемые православной церковью. Как и по остальным обязательным предметам, ученики сдают по основам религии экзамен, и по итогам обучения ставится отметка в аттестат. В случае нежелания изучать религию возможен выбор курса морали или курса философии и гражданской ответственности (philosophie et citoyenneté).

## Культура
Особенностью культурной жизни Бельгии является отсутствие единого культурного поля. Фактически культурная жизнь концентрируется в пределах языковых сообществ. В Бельгии нет общегосударственного телевидения, газет и других средств массовой информации. Также отсутствуют двуязычные университеты (за исключением королевской военной школы) и крупные научные или культурные организации.

### Живопись

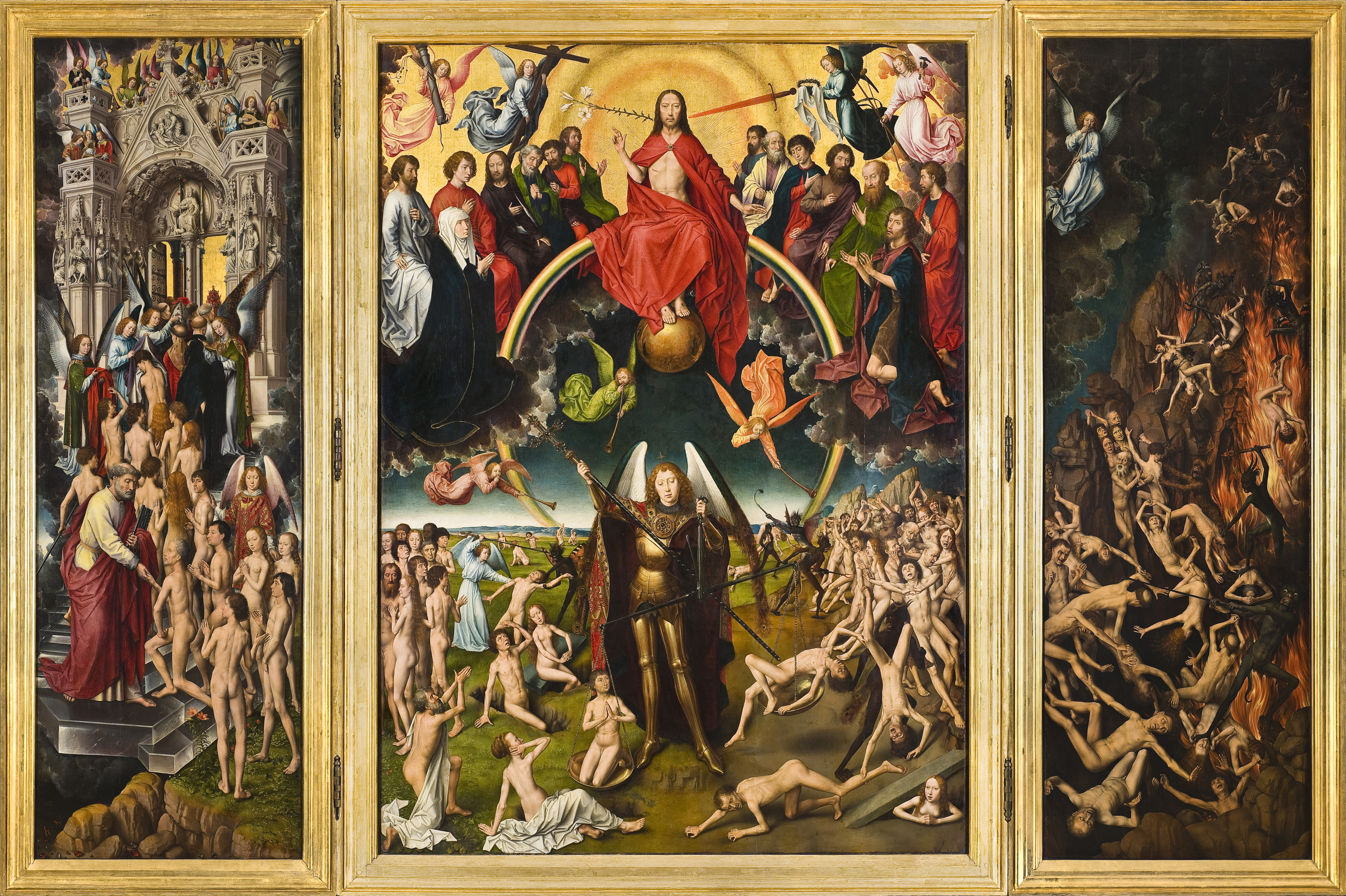
«Страшный суд» работы Ханса Мемлинга — видного представителя фламандской средневековой живописи

Ещё в эпоху Ренессанса Фландрия прославилась своей живописью (фламандские примитивисты). Позднее во Фландрии жил и творил Рубенс (в Бельгии Антверпен до сих пор часто называют городом Рубенса). Однако ко второй половине XVII века фламандское искусство постепенно пришло в упадок. Позднее в Бельгии развивалась живопись в стилях романтизма, экспрессионизма и сюрреализма. Известные бельгийские художники — Джеймс Энсор (экспрессионизм и сюрреализм), Констант Пермеке (экспрессионизм), Леон Спиллиарт (символизм), Франц Ричард Унтербергер (романтизм), Ги Гюйгенс, Рене Магритт (считающийся одним из самых важных представителей сюрреализма).
2 июня 2009 года в Брюсселе открылся новый музей бельгийского художника-сюрреалиста Рене Магритта (1898—1967). В экспозицию включено примерно 250 работ — таким образом, она стала наиболее представительной в мире. Музей разместился в комплексе Королевских музеев изящных искусств.

### Литература

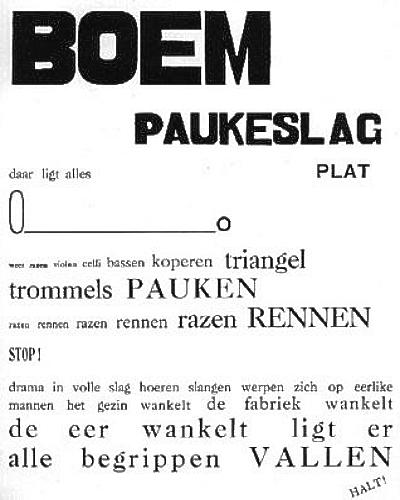
Одно из самых известных стихотворений поэта-новатора Пола Остайена

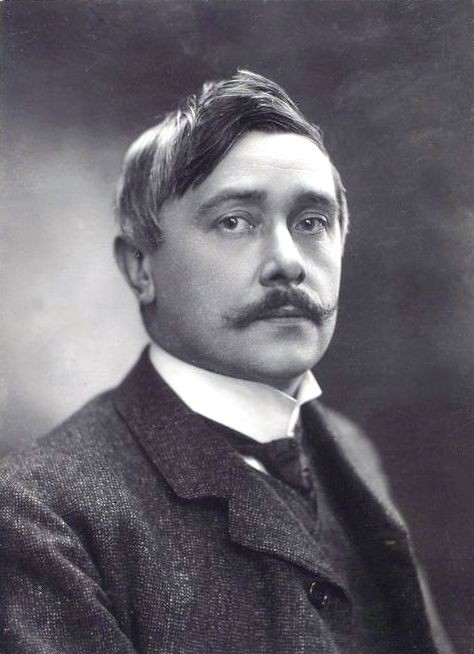
Морис Метерлинк

### Комикс

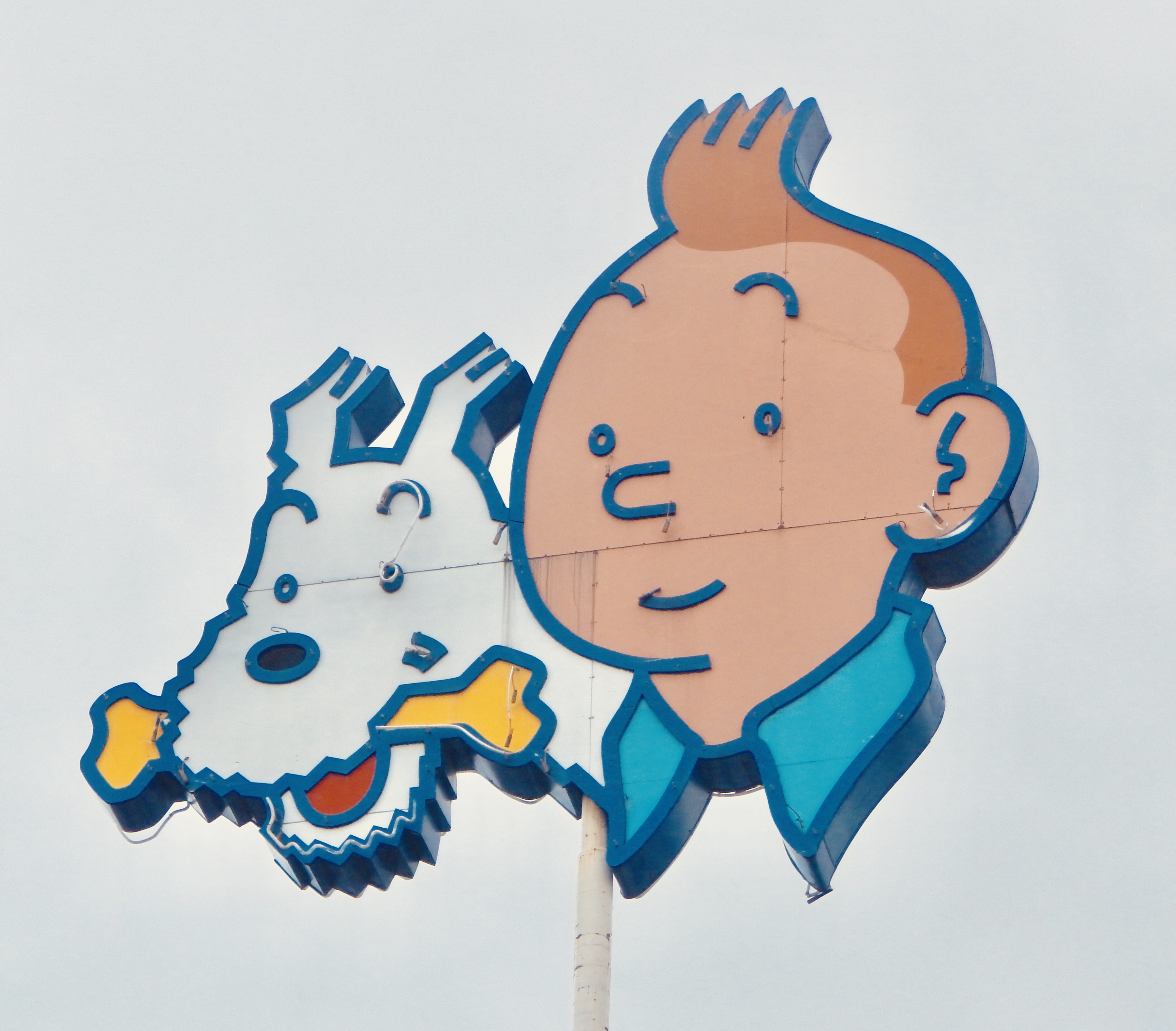
Тинтин

Бельгия — один из крупнейших центров франкоязычного комикса (bande dessinée). В начале XX века именно здесь шло наиболее интенсивное развитие этого жанра. Всемирную известность приобрёл художник и сценарист Эрже, создавший серию комиксов о репортёре-путешественнике Тинтине. В послевоенные годы центром индустрии стала Франция, однако и в Бельгии крупные издательства, такие как Le Lombard и Dupuis, продолжают выпускать популярные серии BD. Среди самых известных — «Смурфы», «Торгал», «Счастливчик Люк».

### Архитектура
В Бельгии сохранилось много выдающихся образцов архитектуры, начиная от романского стиля (XI век) и до ар-нуво (начало XX века). Самый известный бельгийский архитектор — Виктор Орта (1861—1947), один из важнейших архитекторов ар-нуво.
Наиболее интересные в архитектурном отношении города: Брюгге, Гент, Антверпен, Брюссель, Мехелен. В Валлонии расположено много интересных образцов внегородской архитектуры — замки, сельские усадьбы.

### Бельгийская кухня

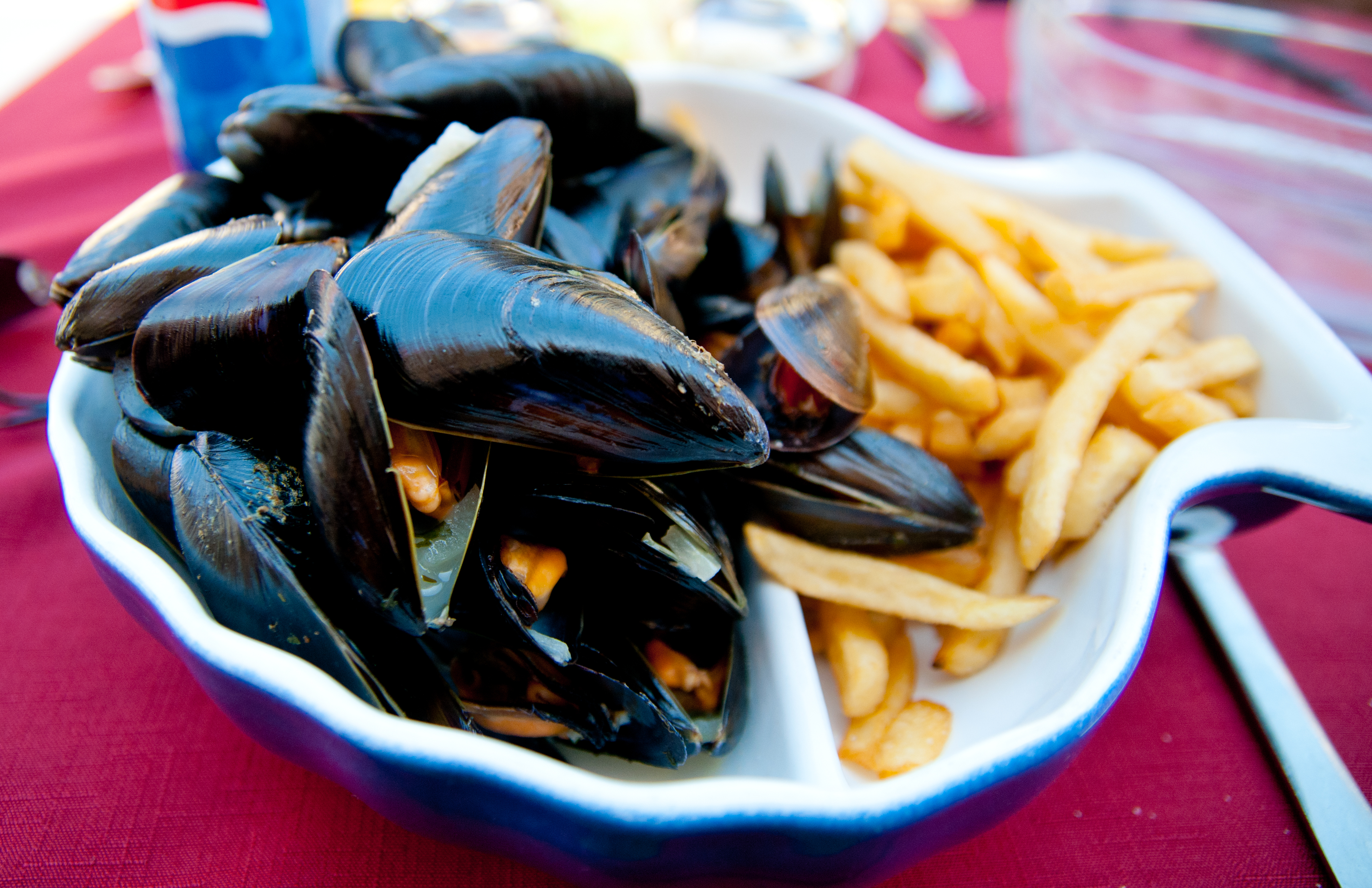
Moules-frites или mosselen met friet — типичное блюдо Бельгии

Бельгия славится своей кухней. Многие высоко ранжированные рестораны можно найти в очень влиятельных гастрономических путеводителях, таких как Красный гид Мишлен.
Бельгийская еда, как и сама Бельгия, представляет собой смесь германского и латинского влияния.
Бельгийцы заслужили репутацию любителей вафель и жареного картофеля. Оба эти блюда возникли в Бельгии.
Национальные блюда: жареное мясо с салатом и жареные мидии.
Бренды бельгийского шоколада и пралине (разновидность конфет), таких как Callebaut, Côte d’Or, Neuhaus, Leonidas, Guylian и Godiva, известны во всём мире и широко продаются.
Страна производит более 500 марок пива, история некоторых из них насчитывает 400—500 лет. Конфедерация бельгийских пивоваров существует с XVI века. Более 300 лет её штаб-квартира располагается в старинном особняке на Гранд-Плас в Брюсселе, здесь же — музей с подробными экспозициями. В ноябре 2016 года ЮНЕСКО включила в список всемирного наследия культуру пивоварения в Бельгии.

## Телекоммуникации
Телекоммуникации в Бельгии находятся на очень высоком уровне. Развита инфраструктура мобильной связи, телевидения, Интернета, радио. Домен Бельгии в Интернете — «.be».
В Бельгии существует 61 интернет-провайдер. Они обслуживают 5,1 млн интернет-пользователей (данные на 2004 год).
В 1998 году в Бельгии было 79 FM-радиостанций, 7 AM-станций и 1 коротковолновая станция. Обслуживалось 8,075 млн слушателей радио. В 1997 году существовало 25 телевизионных станций и 10 ретрансляторов. На данный момент[когда?] 4,72 млн телевизоров было приобретено в целом по стране.

## Образование
Уровень функциональной грамотности преодолён, доля грамотных среди взрослого населения — 98 %.

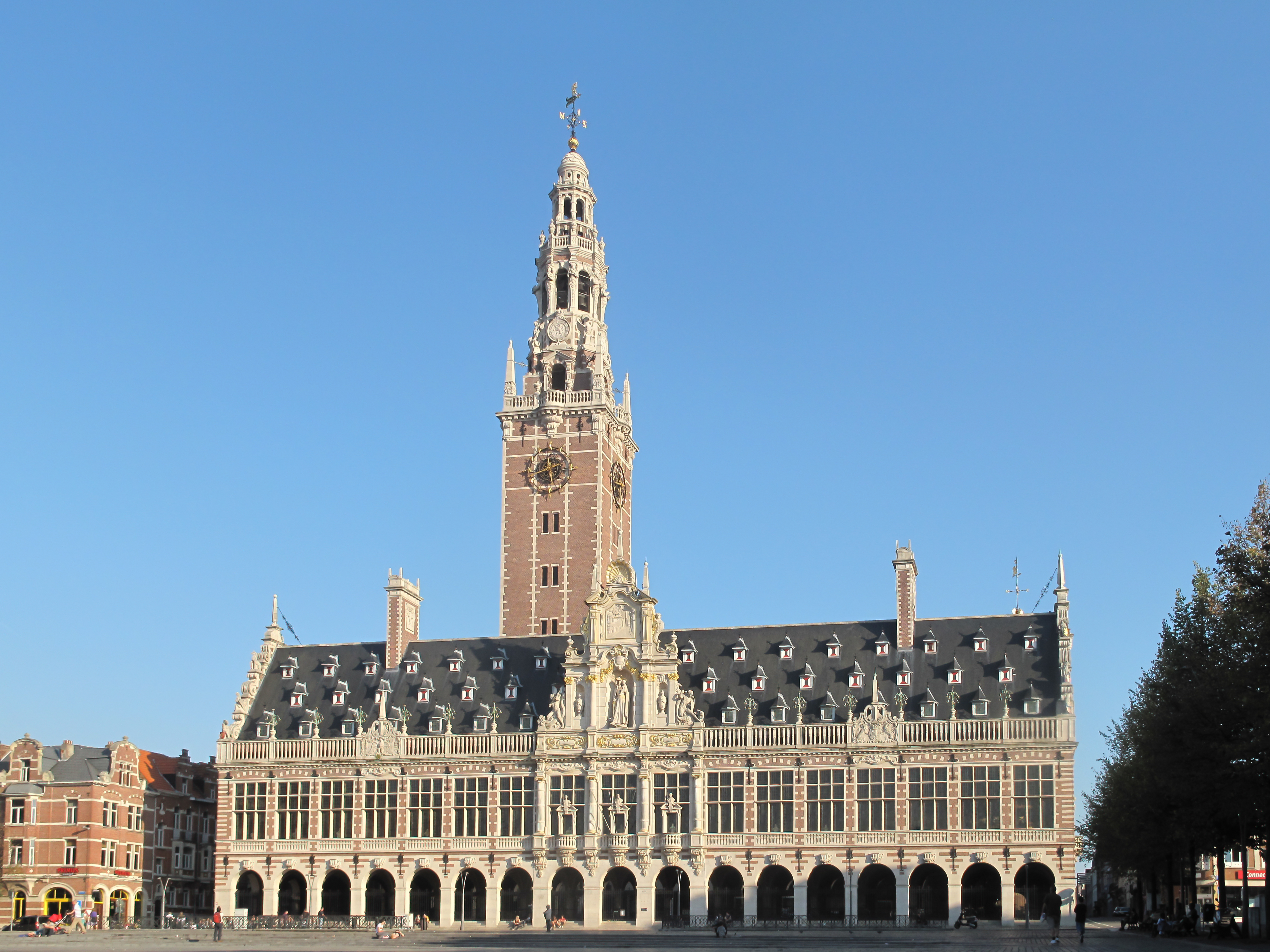
Центральная библиотека Лёвенского университета

В Бельгии образование входит в компетенцию Сообществ. Фламандское Сообщество курирует образование соответственно в нидерландскоговорящей части страны, а Французское Сообщество компетентно в вопросах образования для франкоговорящей части Бельгии. Количество заведений профессионального образования (среднего и высшего) — около 380.
Высшие учебные заведения и университеты Бельгии ввели с 2004—2005 академического года систему бакалавра-магистра. До этого существовала система высшего образования, а именно базовый курс одного цикла, базовый курс двух циклов и академический курс, но она была отменена. Высшее образование, организованное по типу бакалавр-магистр, разделяется на два типа:
- высшее профессиональное образование
- академическое образование

Высшее профессиональное образование ограничивается курсами бакалавров и мастеров и предлагается в 22 высших школах.
Академическое образование состоит из курсов бакалавра и магистра. Академическое образование можно получить в университетах и институтах/колледжах.
Лёвенский католический университет, Гентский университет.

## Здравоохранение
Затраты на здравоохранение составляют 9,6 % от ВВП, из них 71,4 % — из государственных источников, 28,6 % — из частных (2005).

## Социальная защита
Социальной защитой населения занимается Министерство социального обеспечения Бельгии. Нормативный пенсионный возраст составляет 65 лет. С 2025 года его планируют повысить до 66, а с 2030 года — до 67 лет.

## Вооружённые силы

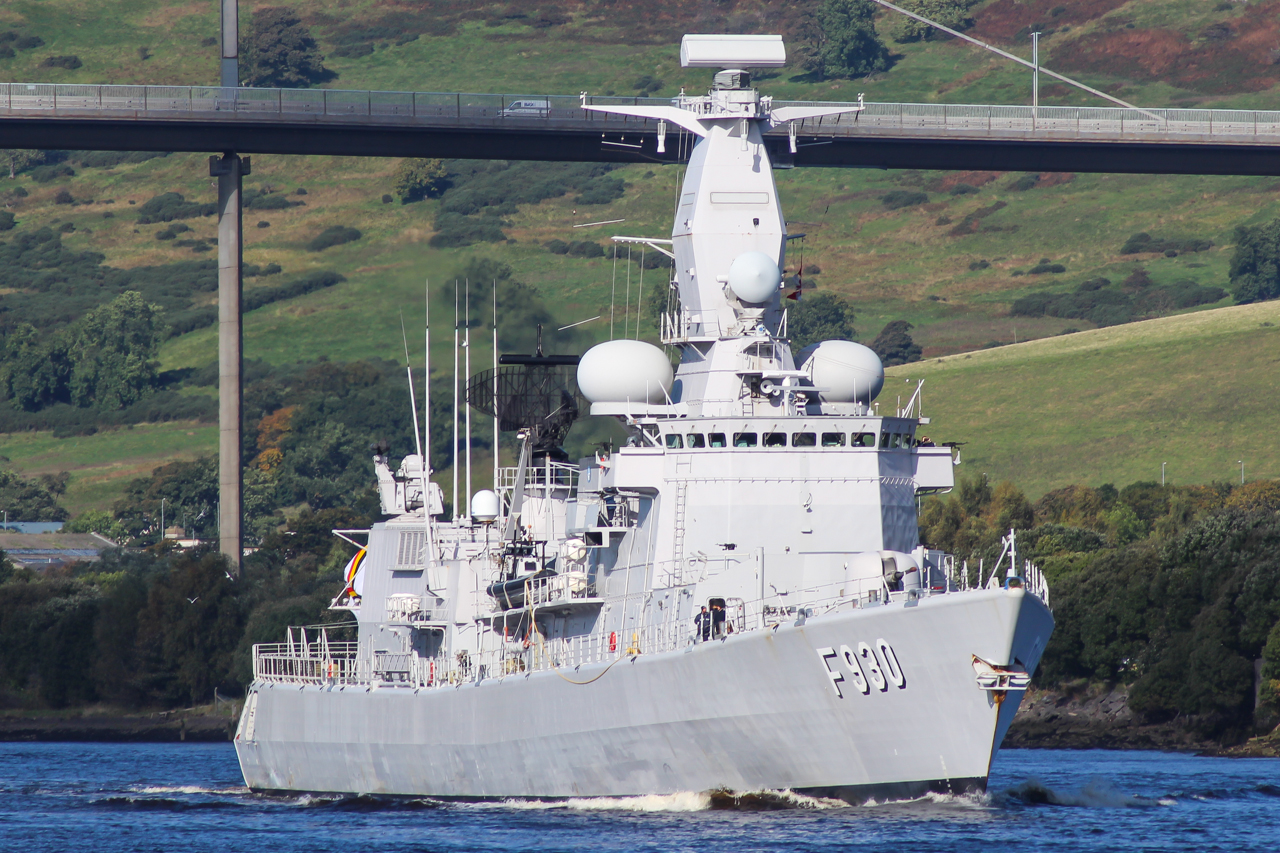
Бельгийский фрегат BNS F930 Leopold I

Вооружённые силы Бельгии были образованы в 1830 году.
Общая численность действующего военного состава на 2012 год насчитывает 34 000 человек (в том числе 32 тысячи военных и 2 тысячи гражданских служащих). Главнокомандующим является король Филипп I (с 21 июля 2013 года). Призывной возраст — 18 лет.
Бюджет Вооружённых сил — 3,4 миллиарда € (2008 год). Доля ВС составляет 1,3 % ВВП Бельгии.
Вооружённые силы организованы в одну объединённую структуру, которая состоит из четырёх основных компонентов:
1. наземные войска, или армия;
2. воздушные войска, или воздушные силы;
3. военно-морской флот;
4. медицинский компонент войск.

Оперативное командование военных компонентов подотчётно Кадровому ведомству по операциям и подготовке при Министерстве обороны, которое возглавляется помощником Комитета начальников ведомств по операциям и подготовке, а также министром обороны.

## Международные отношения

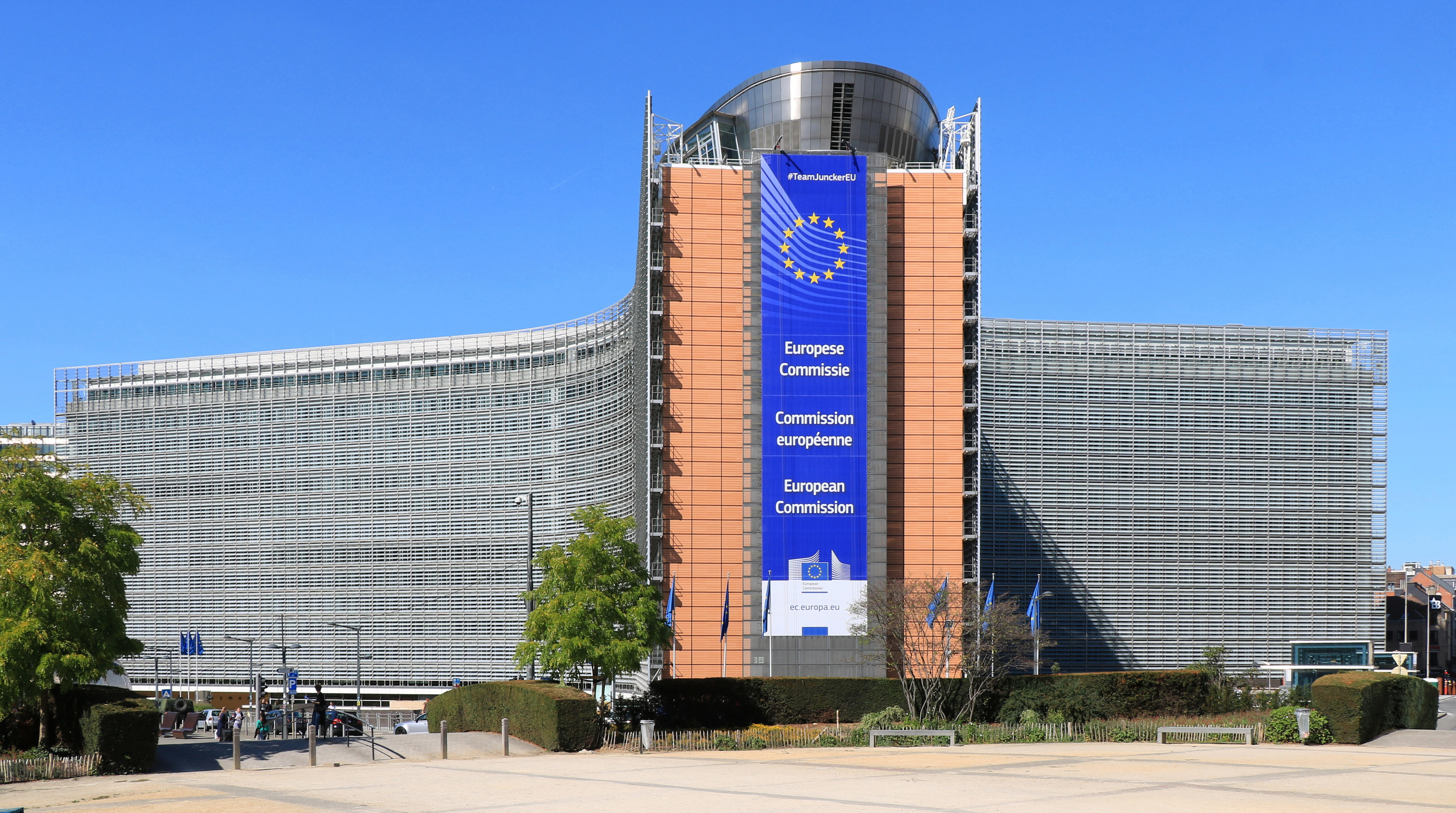
Здание Berlaymont в Брюсселе, резиденция Европейской комиссии

25 июля 1921 года был создан Бельгийско-Люксембургский экономический союз. Позднее к союзу присоединились Нидерланды. В 1932 году страны заключили трёхстороннее соглашение о постепенном уменьшении экономических и таможенных барьеров.
Договор об установлении Таможенного союза Бенилюкс был подписан 5 сентября 1944 года депортированными правительствами трёх стран в Лондоне и вступил в силу в 1948 году. Союз просуществовал до 1 ноября 1960 года, когда он был заменён Экономическим союзом Бенилюкс в результате подписания договора в Гааге 3 февраля 1958 года.
4 апреля 1949 года Бельгия вступила как страна-учредитель в Организацию Североатлантического договора (НАТО) со штаб-квартирой в Брюсселе.
18 апреля 1951 Бельгия вместе с пятью европейскими странами подписала Договор об учреждении Европейского объединения угля и стали (ЕОУС).
В 1957 году шесть государств, включая Бельгию, учредили Европейское экономическое сообщество (ЕЭС, Общий рынок), в 1993 году официально переименованное в Европейское сообщество (ЕС), и Европейское сообщество по атомной энергии.
В 1964 году Бельгия вступила в Группу десяти.
Шенгенское соглашение изначально было подписано 14 июня 1985 пятью европейскими государствами (Бельгией, Нидерландами, Люксембургом, Францией, Германией), оно вступило в силу 26 марта 1995 года.
Штаб-квартира наблюдательного органа Европейская ассоциация свободной торговли (ЕАСТ) и штаб-квартира Европейской комиссии находятся в Брюсселе. Европарламент проводит пленарные заседания в Страсбурге и Брюсселе. Экономический и социальный комитет, консультативный орган ЕС, собирается 1 раз в месяц в Брюсселе. Пленарные сессии Комитета Регионов ЕС проходят в Брюсселе 5 раз в год.
Бельгия присоединилась к Глобальной инициативе по борьбе с актами ядерного терроризма в июне 2007 года.

## Государственные праздники
В Бельгии 12 официальных государственных праздников. Два из них всегда выпадают на воскресенье.
| Праздник                  | Дата                        |
| ------------------------- | --------------------------- |
| Новый год                 | 1 января                    |
| Пасха                     | меняется                    |
| Пасхальный понедельник    | 1-й понедельник после Пасхи |
| День Труда                | 1 мая                       |
| Вознесение Господне       | 6-й четверг после Пасхи     |
| День Святой Троицы        | 7-е воскресенье после Пасхи |
| День Святого Духа         | 8-й понедельник после Пасхи |
| Национальный день Бельгии | 21 июля                     |
| Вознесение Богоматери     | 15 августа                  |
| День Всех Святых          | 1 ноября                    |
| День Перемирия            | 11 ноября                   |
| Рождество                 | 25 декабря                  |

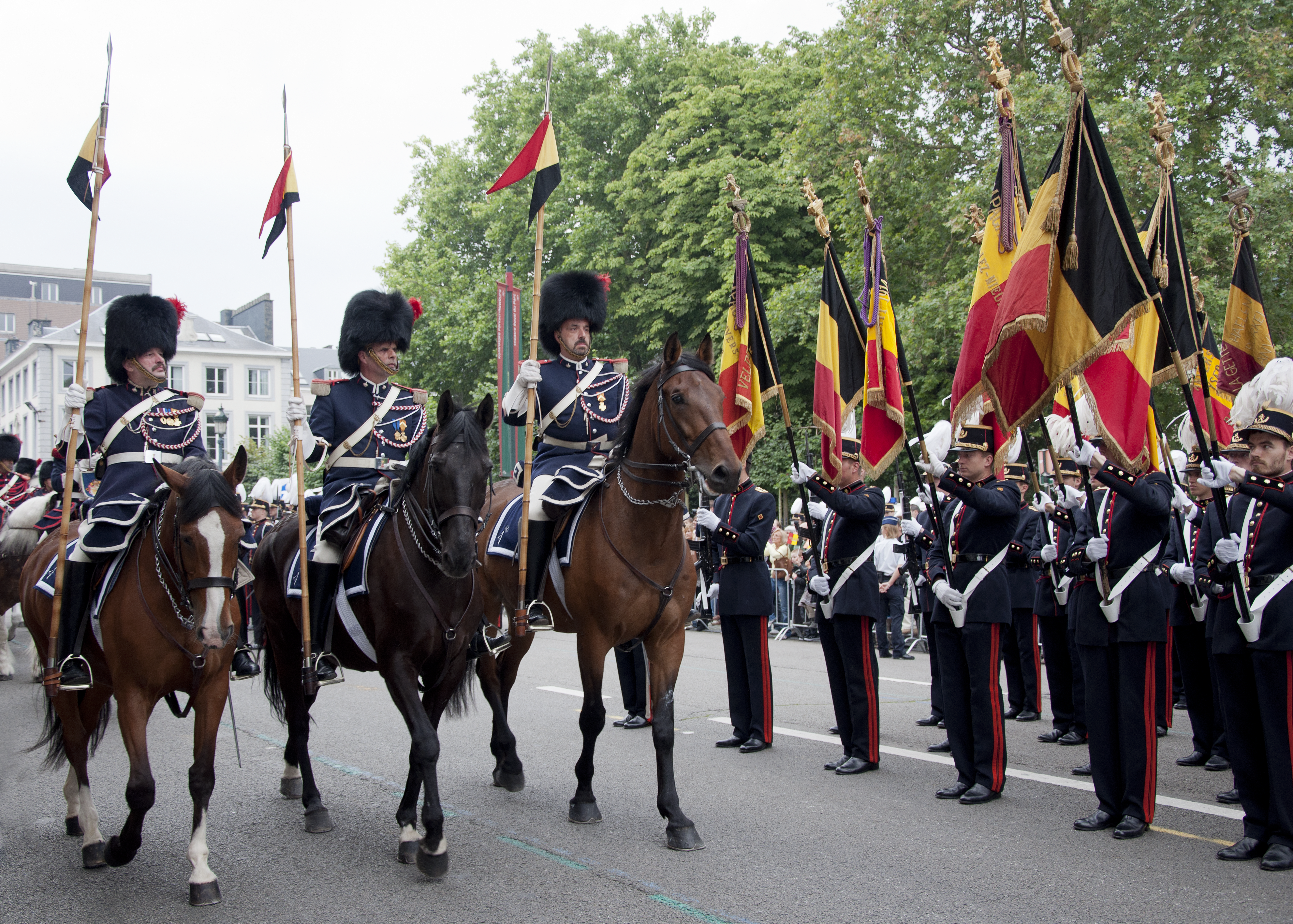
Парад на Национальный день Бельгии в Брюсселе, 2012

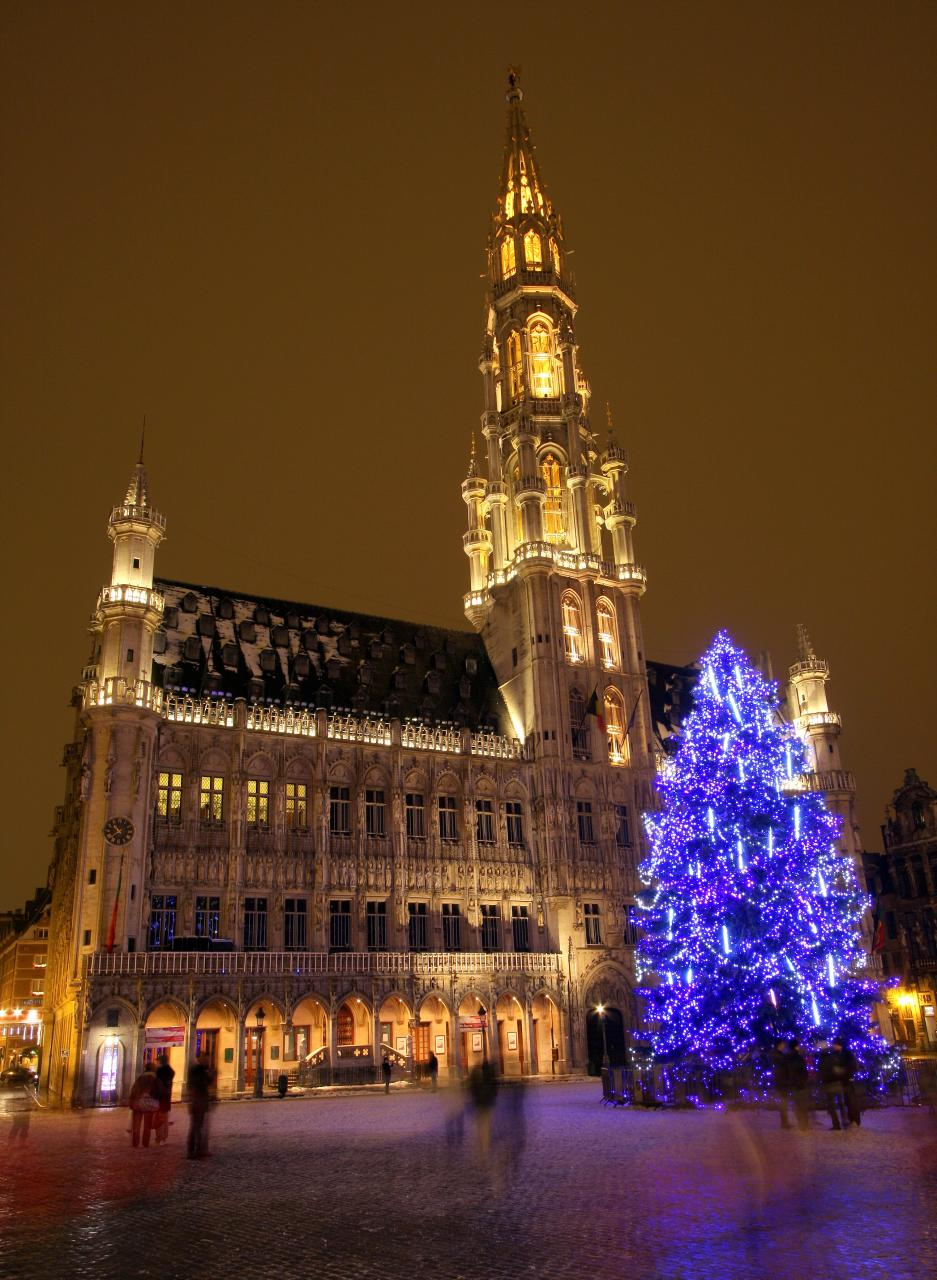
Рождественские украшения на Гран-Плас

21 июля отмечается Национальный день Бельгии, главный праздник страны. Именно в этот день в 1831 году Леопольд I принёс присягу бельгийскому парламенту на верность конституции. В этот день в Брюсселе проводится военный парад (Гран-пляс), а в Генте проходит крупный уличный фестиваль танцев и музыки.

### Неофициальные праздники
| Праздник                          | Дата        |
| --------------------------------- | ----------- |
| Богоявление                       | 6 января    |
| День святого Валентина            | 14 февраля  |
| День Фламандской общины в Бельгии | 11 июля     |
| День Французской общины в Бельгии | 27 сентября |
| День всех усопших верных          | 2 ноября    |
| День Немецкой общины в Бельгии    | 15 ноября   |
| Праздник Короля                   | 15 ноября   |
| День святого Николая              | 6 декабря   |

## Туризм
Достаточно простой доступ в географическом плане в Бельгию из почти всех европейских стран делает поездку туда популярным туристическим маршрутом.

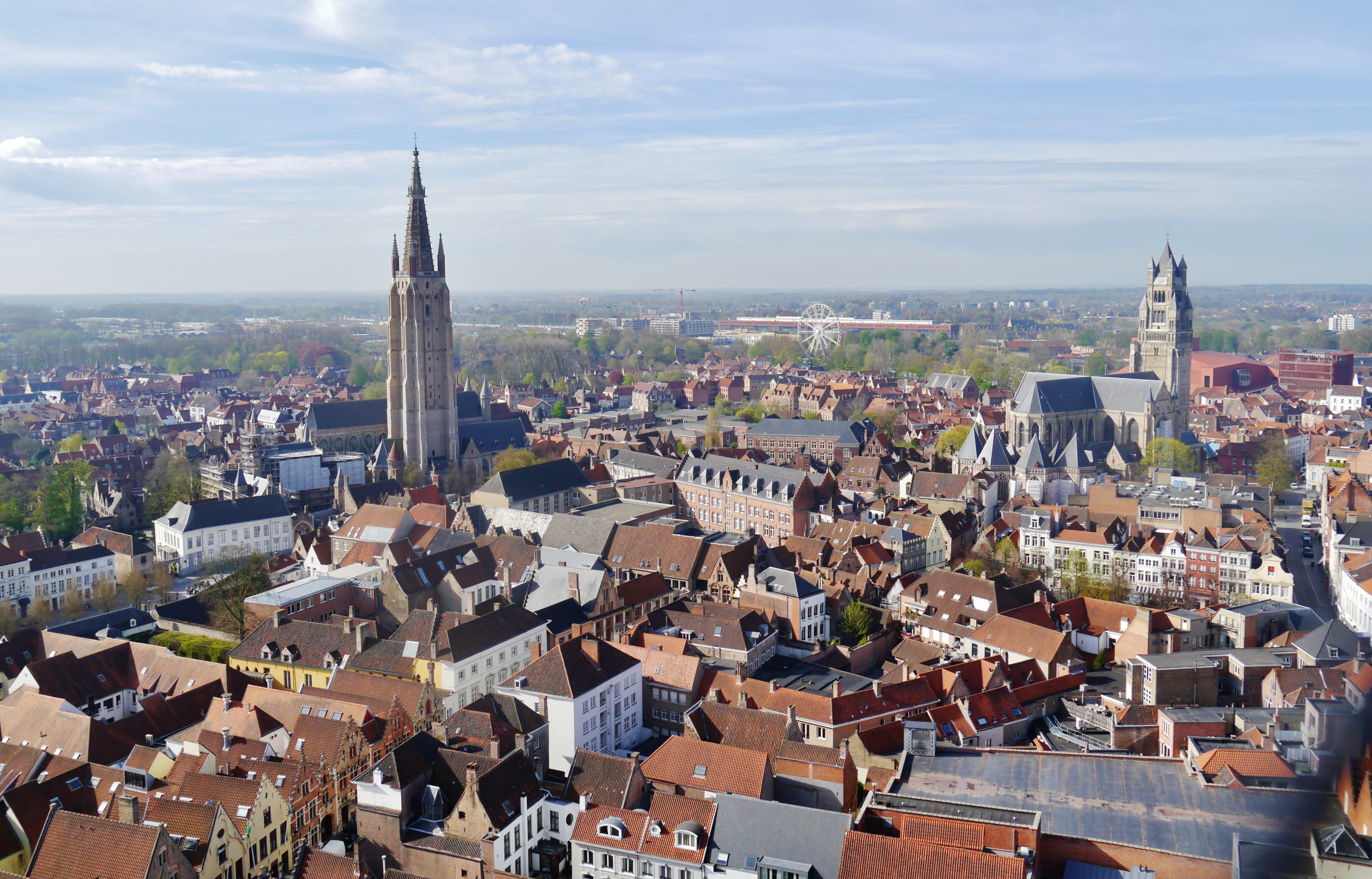
Исторический центр Брюгге, один из 15 объектов всемирного наследия ЮНЕСКО в Бельгии

В 2005 году 6,7 миллиона человек совершили путешествие в Бельгию.
Две трети всех туристов приехали из наиболее близко расположенных стран — Франции, Нидерландов, Германии и Великобритании.
Индустрия туризма производит 2,8 % ВВП Бельгии (около 10 млрд долларов США) и предоставляет работу 3,3 % трудоспособного населения (142 000 человек).
В 1993 году 2 % от всего трудоспособного населения были заняты в туристической индустрии, — меньше, чем в соседних странах.
Больше всего туризм процветает на хорошо развитом в плане инфраструктуры побережье и в Арденнах.
Брюссель и виды Фландрии (Брюгге, Гент и Антверпен) привлекают множество туристов, интересующихся культурой.
Бельгия занимала 21-е место в «Списке по конкурентоспособности в сфере путешествий и туризма», представленном на Международном Экономическом Форуме 2007 года. По списку Бельгия стояла ниже, чем соседние страны.
В последние годы число иностранных туристов остаётся почти неизменным, но доходы, которые туристы приносят, увеличились до 9,863 млрд долларов США (на 2005 год).

## Спорт
Футбол и велоспорт являются наиболее популярными видами спорта среди бельгийцев. Бельгийский вратарь Жан-Мари Пфафф признан одним из величайших вратарей в истории футбола. Бельгиец Эдди Меркс считается одним из величайших велосипедистов мира. У него на счету 5 побед на Тур де Франс и большое количество других наград в велоспорте. Его рекорд скорости за час был установлен в 1972 году и продержался на первом месте 12 лет. Бельгия дала спорту двух теннисисток, которые быстро заняли первые места в мире, Ким Клейстерс и Жюстин Энен, и много других спортсменов-призёров.

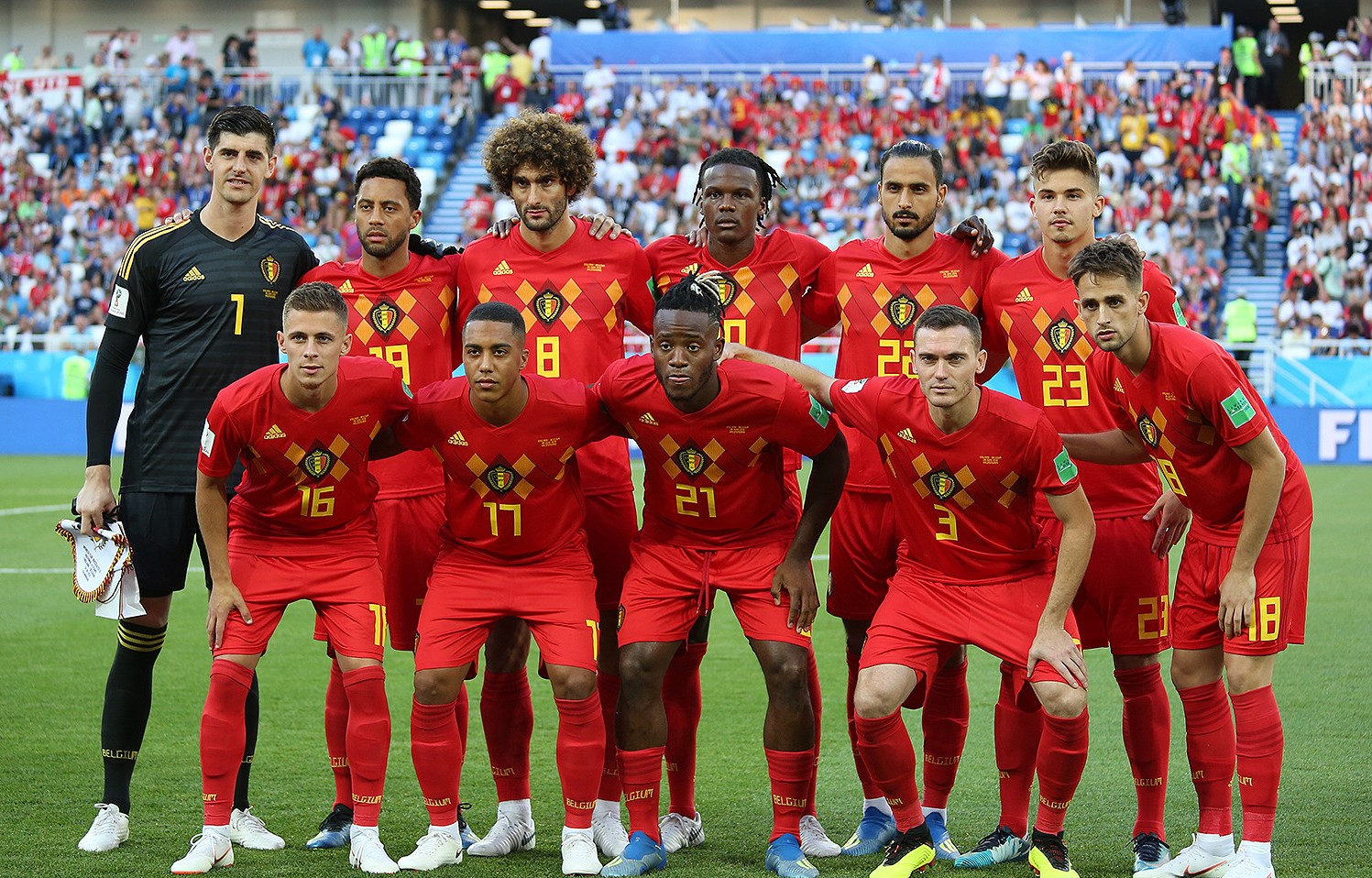
Сборная Бельгии по футболу

В Бельгии проходит Гран-При по автогонкам в классе Формула 1 в городке Спа, бельгийская трасса является одной из известнейших в мире и нравится как гонщикам, так и болельщикам. Известны и бельгийские автогонщики: Жаки Икс, Тьерри Бутсен, Бертран Гашо, Франсуа Дюваль, Оливье Жандебьен и многие другие.
В 1920 году летние Олимпийские игры проходили в Антверпене.
В Бельгии проходит множество известных международных соревнований велосипедистов, таких как:
- Ronde van Vlaanderen
- Liège-Bastogne-Liège
- La Flèche Wallonne
- Gent-Wevelgem

В 2000 году в Бельгии и Нидерландах был проведён чемпионат Европы по футболу.
В 2018 году на чемпионате мира по футболу в России сборная Бельгии заняла 3-е место. На чемпионате Европы в 2021 году (ЧЕ-2020) Бельгия в четвертьфинале проиграла сборной Италии — будущим победителям турнира.

## В астрономии
В честь Бельгии назван астероид (1052) Бельгика, открытый 15 ноября 1925 года бельгийским астрономом Эженом Дельпортом в Королевской обсерватории Бельгии.